# Assassin's Creed Odyssey
Assassin's Creed Odyssey es un videojuego de rol de acción desarrollado por Ubisoft Quebec y publicado por Ubisoft. Es el decimoprimer juego de mayor importancia y el vigesimoprimero en general dentro de la saga Assassin's Creed, siendo posterior al juego Assassin's Creed: Origins, se trataría de una precuela. Está ambientado dentro de los años 431 a 422 a. C., narra una historia acerca de la Guerra del Peloponeso entre Atenas y Esparta, concretamente en la Antigua Grecia, cuna de la civilización occidental. El personaje se enfrentará a una secta extremista y hambrienta de poder que desea unificar Grecia en una sola nación a su imagen, y también a numerosas criaturas mitológicas del folclore griego.
Los jugadores controlan un mercenario masculino o femenino (en griego antiguo: μίσθιος: misthios) quien lucha para ambos bandos intentando al mismo tiempo para unir a su familia.
Assassin's Creed Odyssey fue lanzado mundialmente para Windows de Microsoft, PlayStation 4, Xbox One, y (solamente en Japón) para Nintendo Switch el 5 de octubre de 2018, la versión de Stadia fue lanzada el 2019. El juego recibió críticas positivas.

## Jugabilidad
Assassin's Creed Odyssey pone más énfasis en los elementos rol que en los juegos anteriores de la serie. El juego contiene opciones de diálogo, misiones ramificadas y múltiples finales. El jugador puede elegir entre los hermanos Alexios y Kassandra en cuanto a quién usan como personaje principal. El juego presenta un sistema de notoriedad en el que los mercenarios persiguen al jugador si comete crímenes como matar o robar en presencia de otros.
El personaje jugador es un mercenario griego y un descendiente del rey espartano Leonidas I. Heredan su lanza rota, que se forja en una espada para convertirse en un arma que otorga al jugador habilidades especiales en combate. El juego utiliza un sistema de árbol de habilidades que permite al jugador desbloquear nuevas habilidades. Los tres árboles de habilidades son "Cazador", que se centra en los ataques a distancia mediante el uso de un arco y flecha, "Guerrero", que se centra en el combate basado en armas (espadas, lanzas, hachas, etc.) y "Asesino", que se centra en sigilo y derribos silenciosos. Esto reemplaza el sistema utilizado en Origins, que otorgó al jugador una serie de habilidades pasivas.
El sistema de combate hitbox introducido en 'Origins' regresa y se amplía para otorgarle al jugador acceso a diferentes habilidades especiales cuando la barra de habilidades se llena. Estas habilidades incluyen una lluvia de flechas y una potente patada para desequilibrar a los oponentes, y son similares a la mecánica "Overpower" introducida en Origins que permite al jugador usar un poderoso movimiento final en combate. El juego presenta un sistema de equipo en el que cada pieza de armadura que usa el jugador tiene estadísticas diferentes y ofrece una gama de ventajas. Estos pueden equiparse y actualizarse individualmente.
Assassin's Creed Odyssey presenta nuevamente el combate naval, con el jugador teniendo acceso a buques de guerra de la era helenística para explorar el Mar Egeo. El conflicto entre Atenas y Esparta se representa a través de un "Sistema de Guerra" que permite a los jugadores tomar contratos de mercenarios y participar en diferentes batallas a gran escala contra facciones hostiles. El sistema de guerra puede cambiar la influencia de una facción sobre una región.
El jugador puede desarrollar relaciones románticas con personajes no jugadores de ambos sexos, independientemente del género de su propio personaje. El director creativo Jonathan Dumont comentó que "dado que la historia depende de la elección, nunca forzamos a los jugadores en situaciones románticas con las que no se sientan cómodos (...) Creo que esto les permite a todos construir las relaciones que desean, lo cual creo que respeta a todos estilo de juego de roles y deseos". Los jugadores y los críticos apreciaron esta inclusión de las opciones de romance queer. Sin embargo, muchos reaccionaron negativamente al desarrollo de la trama en el contenido descargable "Legado de la Primera Hoja" en el que el personaje jugador no tiene más remedio que entablar una relación y tener un hijo con una persona del género contrario, teniendo en cuenta que esto invalidaba la identidad de su personaje y los aspectos de juego de roles previamente enfatizados por Ubisoft. Ubisoft respondió que "nos esforzamos por dar a los jugadores la opción siempre que sea posible en 'Odyssey' y disculparnos con los sorprendidos por los eventos en este episodio". Ubisoft más tarde declaró que el romance forzado se eliminaría con un parche futuro junto con una escena modificada. Sin embargo, esto consistió en editar ligeramente la escena para que el jugador pudiera decirle a su hijo que solo lo estaban haciendo por la línea de sangre: el niño todavía es obligatorio.

## Historia

### Sinopsis
El juego se desarrolla en el 431 a. C., casi cuatrocientos años antes de los eventos de "Assassin's Creed: Origins". Cuenta una secreta historia mitológica establecida durante la Guerra del Peloponeso, que se libró entre las ciudades-estado de Grecia. El jugador asume el papel de un mercenario/a y puede luchar por la Liga de Delos, dirigida por Atenas, o la Liga del Peloponeso, dirigida por Esparta. La historia principal del juego hace que el personaje del jugador intente restaurar a su familia fracturada después de que fuera arrojada por un acantilado en su juventud y su padre le dejó morir por el comando del Oráculo espartano. Las líneas de misión paralelas tratan sobre la extirpación de un culto maligno que abarca el mundo griego y el descubrimiento de artefactos y monstruos de la época Atlante.
Al igual que con juegos anteriores de la serie, Odyssey presenta una narrativa ambientada en la actualidad y sigue a Layla Hassan, quien fue presentada en Assassin's Creed: Origins
El juego presenta una serie de personajes históricos con los que los jugadores pueden encontrarse y hablar, incluidos Alcibíades, Arquidamo II, Aristófanes, Aspasia, Brasidas, Eurípides, Cleón, Demócrito, Heródoto, Hipócrates, Pausanias, Pericles, Fidias, Policleto, Praxila, Pitágoras, Sócrates, Sófocles, Tespis y Jantipa. Incluye lugares griegos históricos y míticos como el Ágora de Atenas, Cefalonia, Ítaca, el Odeón de Atenas, el bosque de robles Foloi, la estatua de Zeus en Olimpia, Naxos, Lesbos, antigua Atenas, Argólida, Pnyx Fócida, Macedonia y Mesará. así como criaturas famosas de los mitos griegos como la Medusa, el Cíclope, la Esfinge y el Minotauro.

### Historia principal
En el año 480 a. C., durante la batalla de las Termópilas, el rey de Esparta, Leónidas dirigió el ejército espartano contra la numerosa arremetida del ejército persa liderada por el rey de Persia, Jerjes, el cual había iniciado una invasión en territorio griego, luego de que el rey espartano se reusara a ceder su independencia a los persas. Leónidas lidera personalmente la defensa contra el ejército invasor, con la esperanza de mantener a raya a los persas en un estrecho paso antes de que los persas logren tener un paso directo a la Hélade. Aceptando su probable muerte en la próxima batalla, Leónidas reúne a sus tropas y se enfrentan al numeroso ejército persa que se acerca rápidamente. Durante la batalla, Leónidas mata a varios soldados enemigo, así como también mata al comandante persa Kurush, asegurando la victoria de Esparta, sin embargo, un soldado persa capturado le informa de que Jerjes conoce otro camino con el cual Leonidas y los espartanos estarían rodeados y los persas se están preparando para otro ataque. Leónidas ejecuta al soldado y se prepara para la próxima batalla, declarando que sería una que el mundo y los persas nunca olvidarán.
1 año después de los acontecimientos en Egipto, la ex-empleada de Abstergo Industries y reciente miembro de la Hermandad de los Asesinos, Layla Hassan, continúa en la búsqueda de más artefactos Isu. Bajo las órdenes de William Miles, Layla se encuentra en Londres, ahora al mando de una nueva cédula, conformada por sus amigos: el yakuza e investigador Kiyoshi Takakura, la historiadora Alannah Ryan, y la doctora Victoria Bibeau (esta última, también ex-empleada de Abstergo Industries y acompañante de Layla en Londres). Layla localiza y recupera la lanza enterrada de Leónidas, basándose en información de un antiguo historiador griego y extrae una muestra de ADN de la lanza, para revivir los recuerdos de uno los nietos de Leónidas; Kassandra (protagonista canónica) o Alexios, Layla elige a uno de los hermanos y activa el nuevo Animus para encontrar la ubicación de un nuevo artefacto Isu; la Vara de Hermes Trimegisto.
Kassandra/Alexios nació en el año 458 a. C., procedente de Esparta, bajo la crianza de sus padres; Myrrine y Nikolaos, entrenó en combate cuerpo a cuerpo y defensa personal desde la infancia. Debido a su linaje como descendiente de Leónidas, se depositaron grandes esperanzas en Kassandra/Alexios para estar a la altura de la fuerza y el valor del legendario rey espartano, por lo que recibió entrenamiento para luchar desde una edad temprana por Nikolaos. Al igual que otros niños espartanos, desde el año 451 a. C. Kassandra/Alexios también participó en la agoge, donde aprendió sobre varias cosas, incluido el código de Gortina, ese mismo año se dio el nacimiento de su hermano/hermana y heredó la Lanza de Leónidas, a través de Myrrine, como una de las descendientes del rey espartano (Siendo Myrrine, hija de Leónidas). Sin embargo, una noche, tanto Kassandra/Alexios y su hermano/hermana fueron lanzados desde un acantilado, en el Monte Taigeto, debido a la profecía de un oráculo, la cual anunciaba al bebe, como una "perdición" para Esparta, sin embargo Kassandra/Alexios, cayo del Taigeto directamente por Nikolaos, ya que, al intentar salvar a su hermano/hermana, Kassandra/Alexios, arrojo accidentalmente, al hombre que sostenía al bebe, pero los éforos consideraron la acción de Kassandra/Alexios, como una traición y un asesinato, por lo que se insto a Nikolaos a una ejecución inmediata, al cual accedió a regañadientes. No obstante, Kassandra/Alexios sobrevivió la caída y junto con una águila, llamada Ícaro, se exilio de Esparta, huyendo a través del mar, hasta llegar a la isla de Cefalonia, donde creció, bajo la tutela de un mercader llamado Markos, quien le ofreció comida y cobijo. Bajo el cuidado de Markos, Kassandra/Alexios realizó varios recados y trabajos para él, ocasionalmente ayudándolo a saldar las deudas que tenía. En un momento dado, después de cortarle los dedos a un niño que le arrojó una piedra a Ícaro, Kassandra/Alexios entablo una amistad con su vecina Anais, quien ayudo a evitar recibir una paliza por los hermanos del niño, por lo que entablaron un vínculo cercano y eran conocidos alborotadores en la isla, sin embargo, a Kassandra/Alexios le afecto mucho cuando Anais tuvo que abandonar la isla. Tiempo después, Kassandra/Alexios  desarrollo sus habilidades combate y arquería, bajo la tutela de hombres como Focio y Heitor, oficializándose como Misthios en el año 433 a. C., adquiriendo el seudónimo de "portadora/portador del águila" habiendo establecido una casa cerca de las ruinas de Kranioi en la costa occidental, la cual también usaba como centro de entrenamiento, a la par de entablar amistad con una niña huérfana procedente de Atenas, llamada Phoibe, con quien compartió su comida y vivienda, sin embargo, Kassandra/Alexios entró en conflicto habitualmente con unos matones que trabajaban para el "Cíclope", un líder bandido tuerto que buscaba gobernar la isla. La vida de la/el Misthios, continuo así hasta que comenzó un conflicto militar entre Esparta y Atenas.
En el año 431 a. C., (año del comienzo de la guerra) Kassandra/Alexios, aún residente de Cefalonia, después de defenderse de los matones que trabajan para el Cíclope, recibe información por Phoibe de que Markos ha pedido dinero prestado al Cíclope para comprar un viñedo. Con Markos luchando por pagarle al señor del crimen, Kassandra/Alexios acepta a regañadientes ayudarlo, calmando el momento con la promesa de más dracmas, Markos le ordenó que recogiera a Duris, un comerciante en sami que estaba en deuda con él. A cambio de ayudar a Markos a cobrar su deuda, Kassandra lo convenció de que le diera un caballo, al que llamó "Fobos", pero, antes de que la/el Misthios pudiera partir, ella y Markos fueron detenidos por Euterpe, una granjera que les informó que Phoibe había sido secuestrada por los matones del Ciclope y estaba retenida en la playa de Ktimene. De camino a la playa, la/el Misthios se enfrentó sigilosamente a los matones y liberó a Phoibe, quien le informó que el Cíclope había contratado a otro mercenario para su eliminación. Con Phoibe estando bien, Kassandra/Alexios viajó a Sami para localizar a Duris y cobrar su deuda. Al hacerlo, descubrió que Markos había comprado su viñedo con dinero prestado del Cíclope. Una vez que Duris fue tratado, la/el Misthios regresó con Markos en el Templo de Zeus, hablando con uno de los matones del Cíclope. Mientras Markos y Kassandra/Alexios ideaban un plan para lidiar con el Ciclope, Drucilla, la arquera de la isla, reprende a Markos por su cargamento de madera robada, por lo que la/el Misthios ayudó a Drucilla a lidiar con su problema de madera robada, a cambio de que su arco se actualizara a un arco de cazador mejorado. La/el Misthios regresó con Markos, quien expuso su plan para pagar al Cíclope robando su ojo de obsidiana. La/el Misthios se infiltró en la finca del Cíclope y logró robar el ojo. Después de robar el ojo del Cíclope para venderlo, la/el Misthios recibe información por parte de Markos, sobre un grupo de bandidos que han llegado recientemente a Cefalonia y decide investigar, pero, antes de ir a investigar y matar a los bandidos, Kassandra/Alexios vio a una preocupada Phoibe pidiéndole ayuda para ver a su amiga que supuestamente estaba infectada con una fiebre en la sangre que se estaba extendiendo en la aldea de Kausos, la/el Misthios viajó al lugar, encontrándose con la familia de la amiga de Phoibe lista para ser ejecutada por un sacerdote local, que temía que infectaran toda la isla, pero, la/el Misthios decidió matar al sacerdote y a sus seguidores para luego liberar a la familia y dejarlos ir a buscar un médico. Más tarde, Kassandra/Alexios fue a una casa abandonada en la que estaban ocupados los bandidos de los que Markos había hablado y los mató a todos. Para su sorpresa, el último bandido fue ejecutado por su verdadero empleador, un hombre llamado Elpenor, quien declara estaba en su búsqueda y le ofrece un contrato a la/el Misthios para, recuperar un sudario, anteriormente propiedad de Penélope, ubicado en la isla vecina; Ítaca, misión en la cual la/el Misthios, obtiene éxito, incluso liberó a una mujer llamada Odessa que afirmaba ser una de las descendientes de Odiseo, en peregrinación, y le acompañó a través de las ruinas, hasta que tuvo que zarpar, pero, al regresa con Elpenor, le permite quedarse con el sudario y le ofrece un nuevo contrato, mejor pagado para asesinar al "Lobo de Esparta", uno de los líderes militares más destacados y respetados del ejército espartano, por lo que requiere un barco para salir de Cefalonia, lo que lleva a la/el Misthios, al rescate de Barnabás, un ex-soldado y comerciante marítimo de origen ateniense, dueño de un barco bautizado como la "Adrastrea", luego de que Barnabás es rescatado y el Cíclope, es derrotado, la/el Misthios se convierte en capitana/capitán de la Adrastrea, con Barnabás como su amigo y segundo oficial al mando, después de despedirse de Phoibe y Markos, Kassandra/Alexios parte de Cefalonia.
Kassandra/Alexios, inicia su "odisea" por la Hélade, rumbo a Megáride, donde se encuentra el Lobo, más tarde, a través de Barnabas, el/la Misthios descubre que el Lobo es en realidad, su padre Nikolaos. Al llegar a Megáride, después de romper un bloqueo naval ateniense, Kassandra/Alexios conoce a Stentor, el hijo adoptivo de Nikolaos. Cuando pidió reunirse con el Lobo, Stentor contrata a la/el Misthios para luchar contra los atenienses en la región, para debilitar a las fuerzas atenienses y ganarse el favor de los espartanos. Durante su tiempo ayudando al ejército espartano, la/el Misthios descubrió a un topo en las filas apoyadas por Hyrkanos, un mercenario empleado por Atenas para sabotear los esfuerzos bélicos espartanos, y más tarde descubrió que había robado suministros de los espartanos, culpando a los atenienses por el acto, por lo que Kassandra/Alexios procede a su asesinato. Finalmente, la/el Misthios logra matar al líder ateniense en Megaride, y posteriormente ayuda a derrotar al ejército ateniense en una batalla, habiéndose ganado finalmente la confianza de los espartanos, se le permitió reunirse a solas con el Lobo. Nikolaos admite que lamenta lo que hizo, pero lo hizo por el bien de Esparta. La/el Misthios tiene la elección de ejecutar o salvar a Nikolaos y descubre que Nikolaos es de hecho su padrastro, lo cual deja a la/el Misthios, con muchas dudas, a lo que Nikolaos, le instruye buscar a su madre Myrrine, para obtener respuestas. La/el Misthios viaja a Fócida para reunirse con Elpenor, al cual le entrega el yelmo del Lobo como "prueba" de su muerte y le confronta con los hechos revelados. Elpenor confiesa que quería muerto a Nikolaos, no solo porque afectaba sus negocios en la guerra, sino que tiene conocimiento acerca de Kassandra/Alexios y sobre su familia, por lo que Elpenor le ofrece otro trabajo, para asesinar a Myrrine, pero la/el Misthios lo rechaza rotundamente y Elpenor huye. La/el Misthios entonces pone rumbo al Santuario de Delfos, para preguntar a la Pitonisa el paradero de Myrrine, además de encontrarse con el historiador y amigo de Barnabas, Heródoto, quien reconoce la Lanza de Leonidas que la/el Misthios lleva. 
Al conocer a la Pitonisa, Kassandra/Alexios, toma conocimiento sobre, una organización secreta llamada, el "Culto de Kosmos". Cuando habló con la Pitia, Kassandra/Alexios descubrió que el oráculo estaba bajo el control del Culto, que la obligó a contar las profecías que querían (incluida la profecía que declaraba a su hermano/hermana como una perdición para Esparta). Después de la reunión, la/el Misthios se dirigió a la casa de la Pitia en la Chora de Delfos y se enfrentó al oráculo. La Pitia le reveló a regañadientes que el Culto iba a tener una reunión bajo el Santuario pronto y que Elpenor estaba entre sus miembros, posteriormente, la/el Misthios viajó al fuerte que la Pitia había señalado como el escondite de Elpenor, pero terminó matando a su señuelo. Al encontrar una nota entre sus pertenencias, descubrió el verdadero escondite de Elpenor, donde finalmente asesinó al miembro del Culto. En su cadáver, encontró una máscara, una túnica y un extraño fragmento metálico en forma de triángulo. Disfrazándose con la máscara y la túnica de Elpenor, Kassandra/Alexios regresó al Santuario de Delfos y encontró una entrada secreta que conducía al Santuario de Kosmos, donde el Culto estaba teniendo su reunión, en el centro de la cámara había una pirámide compuesta del mismo tipo de fragmentos que había encontrado en Elpenor. Durante la reunión, Kassandra/Alexios robó algunos de los documentos del Culto y escuchó sus conversaciones, descubriendo que el Culto se había infiltrado en prácticamente toda la sociedad griega: economía, religión, política, arte, e incluso tenían miembros lucrando en ambos lados de la guerra: la Liga de Delos y la Liga del Peloponeso, también descubrió que el Culto estaba cazando a su familia para controlar la "línea de sangre", deduciendo que el Culto estaba en busca de Myrrine. En ese momento, "Deimos", el arma del Culto, entró en la cámara, arrojando la cabeza cortada de Elpenor al suelo y afirmando que el Culto tenía un traidor entre ellos, para encontrar al traidor, probó a los miembros con la Pirámide: su mano en una cara y la del acusado en otra, pero, cuando fue el turno de Kassandra/Alexios, el artefacto les mostró recuerdos de su infancia. Kassandra/Alexios se dio cuenta de que Deimos era en realidad, su hermano/hermana, quien al igual que la/el Misthios, sobrevivió a la caída en el Taigeto, pero quedando a merced del Culto, mientras que Deimos, mostraba perturbación y confusión, le ordena irse, para luego acusar al cultista Epiktetos de ser el traidor, aplastando su cabeza contra la pirámide y golpeándolo hasta matarlo. 
Luego de la infiltración en el Culto, la/el Misthios, se encontró con Heródoto en el exterior, quien le convence de unirse a él en un viaje a Atenas para informar de sus hallazgos al líder democrático de la ciudad, Pericles, sin embargo, antes de navegar a Atenas, Heródoto pidió que Kassandra/Alexios se reuniera con él en las Termópilas para discutir un secreto sobre su lanza, pero, antes de dirigirse a las Termópilas, Kassandra/Alexios encontró a un médico llamado Licaón en la Chora de Delfos, cuya abuela, Praxithea, era el oráculo que había condenado a muerte su hermano/hermana cuando era un bebé. La/el Misthios ayudó a Licaón a liberar a Praxithea de sus secuestradores para juzgarla por sus acciones, finalmente tiene la opción de matarla o perdonarla. Después la/el Misthios visita junto con Heródoto el memorial de su difunto abuelo (Leónidas), en las Termópilas y estando ahí, observan un recuerdo del rey espartano durante la batalla con los persas. Entendiendo que la lanza era un artefacto de una civilización antigua (Los Isu), Heródoto habló con Kassandra/Alexios sobre un antiguo complejo en Andros, por lo que la/el Misthios decide visitarlo. En la isla, Kassandra/Alexios encuentra una puerta construida por los Isu que pudo abrir con su lanza, lo que le otorgó acceso a una Forja Antigua. En el interior, encontró un molde correspondiente a la lanza y, usando un fragmento que tomó de la Pirámide en la sede del Culto, mejoró el arma (la cual se podrá mejorar a medida que se encuentren más fragmentos de la pirámide). Al salir de la Forja Antigua, se enfrenta a Deimos, quien siguió su rastro, pero, en lugar de comportarse de forma fraternal, Deimos se muestra con un carácter agresivo y desafiante; confronta a la/el Misthios, con una acusación directa por su caída el Monte Taigeto cuando era bebé, creyendo que su caída fue intencional. Kassandra/Alexios trata de decirle la verdad, pero su adoctrinamiento por parte del Culto es demasiado fuerte y deja a la/el Misthios con la amenaza de mantenerse fuera de su camino.
Kassandra/Alexios continúa en su odisea hasta llegar a Atenas, la cual, esta a punto de ser invadida por los espartanos y una vez en la ciudad, observa a gran parte de la población dividida, con Pericles, ya que su imagen pública se estaba deteriorando, como resultado de su estrategia militar en contra de los espartanos, la cual consistía en resistir dentro de la ciudad, mientras que el su rival político, Cleon, propone una estrategia más agresiva, lo que le permite ganar más apoyo por parte de la ciudadanía ateniense. Como Kassandra/Alexios quería encontrar a su madre para protegerla del Culto, Heródoto le aconseja ir al simposio de Pericles para recopilar información sobre el paradero de Myrrine, peor Pericles, le anuncia a la/el Misthios debía ayudar con 3 tareas para poder entrar en el simposio; El escultor Fidias fue atacado por el Culto y Pericles quería que saliera de Atenas por  seguridas, por lo que la/el Misthios  lo escoltó a la isla de Serifos y mató a Brison, el hombre encargado de matar a Fidias, la/el Misthios también salvó al político Metiochos, que había sido capturado por matones y dejado en su casa para ser asesinado por serpientes venenosas. Kassandra/Alexios descubrió que los matones eran pobres personas manipuladas por un mercenario llamado Pratinos, contratado por el Culto para matar a Metiochos, por lo que la/el Misthios encontró al mercenario y lo mató y finalmente, Kassandra/Alexios ayudó a amañar el ostracismo de Anaxágoras para asegurarse de que sería exiliado de Atenas, y no cayera a manos del Culto. Después de ayudar a Pericles, Kassandra/Alexios asiste a su simposio y una vez ahí, establece conexiones y entabla amistad con grandes y poderosas figuras griegas como Sócrates, Hipócrates, Hermipo, Alcibíades, Eurípides, Protágoras, Aristófanes, Trasímaco, Aspasia, entre otros, además de reencontrarse con Phoibe, la cual trabaja como mensajera de Aspasia. Con el fin de recabar información sobre el paradero de Myrrine, La/el Misthios, habla con varios invitados; hablando con Sófocles, Kassandra/Alexios se enteró de que Eurípides había oído hablar de una mujer espartana que podría haber sido Myrrine. Después de llenarlo con vino, descubrió que la mujer fue al Templo de Asclepios en Argólide para salvar a su bebe, le dijo a Kassandra/Alexios que hablara con Hipócrates en Argos para obtener más información, mientras que, después de darle un poco de aceite a Alcibíades, aconsejó a Kassandra/Alexios que buscara a la mujer espartana en Corinto y hablara con la cortesana Antúsa, pero, al hablar con Aspasia, revela a una pirata llamada Xenia, ubicada en Ceos, quien podría tener más información. Después de eso, Kassandra/Alexios habló con Pericles sobre el Culto de Kosmos y la amenaza que representaban tanto para Atenas como para toda la Hélade, más tarde, Kassandra/Alexios abandonó la fiesta después de despedirse de Phoibe. Antes de buscar a su madre, la/el Misthios ayudó al dramaturgo Aristófanes a investigar a Hermipos y descubrió que era un sectario del Culto, matándolo posteriormente. En Ática, encontró a otro miembro del Culto, que se hacía llamar el Maestro, que maltrataba a sus esclavos. Kassandra/Alexios intentó liberar a uno de los esclavos del Maestro, y él estuvo de acuerdo si la/el Misthios mataba a una mujer por él, por lo que se negó y lo mató, también ayudó al general Demóstenes y a Cleón a luchar contra los espartanos que estaban acampados alrededor de Atenas, además, Cleón le encargó encontrar a dos de sus hombres, Heremos y Onomacles. El primero estaba muerto, pero salvó al segundo antes de atacar a la flota espartana, lo que permitió a Onomacles navegar hacia Mitilene. 
Cuando Kassandra/Alexios abandonó Atenas, decidió seguir todas las pistas que había reunido durante el simposio para encontrar a su madre. Al llegar a Argos, se encontró con el doctor Hipócrates, a quien le faltaban sus notas, las cuales, necesitaba sus notas para curar a sus pacientes, la/el Misthios fue a buscarlas al Fuerte Tiryns, pero las notas estaban quemadas. Como el médico del fuerte, Dimas, había leído las notas, Kassandra/Alexios lo convenció de que se fuera y lo escoltó a la clínica de Hipócrates. Después de esto, Hipócrates le dijo que cuando era más joven, conoció a una mujer espartana que coincidía con la descripción de Myrrine y que fue al Templo de Asclepios para salvar a su bebe herido. La/el Misthios se fue así al templo, donde ayudó a los sacerdotes con sus problemas; a cambio, le hablaron del anciano sacerdote Midón, que se había cortado la lengua. Al ir a interrogar a Midón, la/el Misthios lo sorprendió con su amante y esclavo. El esclavo habló en nombre de Midón, explicando que el sacerdote había conocido a Myrrine cuando ella vino a curar al bebe después de su caída del Monte Taigeto, pero los sacerdotes supuestamente no habían podido salvar al bebé. Crisis, la sacerdotisa de Hera, obligó a Midón a cortarle la lengua para evitar que hablara de la mujer espartana y su bebe. Kassandra/Alexios comprendió que Crisis había hecho creer a Myrrine que su hermano/hermana había fallecido con el fin de secuestrarlo para el Culto. Al ir al Altar de Apolo Maleatas, la/el Misthios recibió un ataque por parte de los Cultistas, lo que demostraba el vínculo entre Crisis y el Culto. Mientras la sacerdotisa de Hera secuestraba a otro bebé, Kassandra/Alexios se enfrentó a ella. Crisis explicó que había criado a su hermano/hermana como su hijo y lo había torturado y adoctrinado para que se convirtiera en Deimos. También explicó que Myrrine había huido a Corinto después de eso y que el Monger, líder de Corinto y miembro del Culto, fue enviado para capturarla. Cuando Crisis propuso sarcásticamente a Kassandra/Alexios se uniera a su familia, la/el Misthios se niega, lo que provocó que la Cultista prendiera fuego al altar con un bebé dentro. Luego logró escapar mientras Kassandra/Alexios se vio obligada a elegir entre perseguir a Crisis o rescatar al bebé de las llamas, más tarde mientras Crisis huía, fue asesinada por la/el Misthios. Al llegar a Corinto, Kassandra/Alexios se puso en contacto con Antúsa y se reunió con Phoibe, que había sido enviada por Aspasia para anunciar su llegada a Antúsa. La cortesana aceptó dar información sobre Myrrine si la/el Misthios le ayudaba a matar al Monger, ya que obligaba a las cortesanas de la ciudad a pagarle constantemente, posteriormente, Kassandra/Alexios ayudó a las amigas de Antúsa; Damalis y Erina contra los hombres de Monger, más tarde, como parte de sus intentos de sabotear las operaciones de Monger, la/el Misthios quemó uno de sus almacenes para detener su contrabando, pero quedó dentro del almacén por los guardias. Mientras luchaba contra ellos, recibió el acompañamiento del general espartano Brásidas, el cual, le explicó a Kassandra/Alexios que estaba en Corinto para detener los crímenes de Monger, ya que Corinto era un aliado de Esparta. Una vez que las operaciones de Monger, fueron reducidas, fue asesinado por la/el Misthios con la ayuda de Brasidas, otras amigas de Antúsa; Roxana y Erina, antes de que sus restos fueran mostrados públicamente por Kassandra/Alexios y Antúsa. Para agradecerle su ayuda por liberar a Corinto del control de Monger y el Culto, Antúsa le dice a Kassandra/Alexios que había protegido a su madre durante su estancia en Corinto antes de que Myrrine abandonara la ciudad al ganar un barco; el "Canto de Sirena". Finalmente, al llegar a Ceos, Kassandra/Alexios se infiltró en el Templo de Atenea Nedousia, el cuartel general de Xenia, líder de los piratas, que controlaba la isla. Mientras Xenia exigía el pago a cambio de información, la/el Misthios fue ganando suficientes dracmas para pagar a la pirata. Después, Xenia le informó que Myrrine había operado como pirata durante algún tiempo bajo el alias de "Fénix", y había servido con la tripulación de Xenia hasta que dejó a Ceos para perseguir otros objetivos.
Kassandra/Alexios regresa a Atenas, y observa a la ciudad siendo azotada por una peste, causando miles de enfermos y muertos. Mientras Hipócrates intenta salvar a los enfermos, Kassandra/Alexios  ayuda a quemar los cadáveres en las calles para evitar la propagación de la peste y que las muertes aumenten. Después, trata a ver a Pericles, solo para enterarse por medio de Aspasia de que él también había caído enfermo, la/el Misthios comprendió que Pericles estaba realmente debilitado y que Cleón tomaría su lugar como líder de Atenas. Cuando regresó Aspasia, le encargó que encontrara a Phoibe, que había desaparecido después de ser enviada por Aspasia, para buscar un medio de sacar a Pericles de Atenas. La/el Misthios se encuentra con la escena de una masacre; al ver a Phoibe siendo seguida por guardias del Culto, corre a salvarla, pero a pesar de lograr matar a los guardias, llega demasiado tarde, Phoibe había sido asesinada. Luego de despedirse de su difunta amiga, Kassandra/Alexios, en compañía de Sócrates e Hipócrates, se dirigen al Partenón, en busca de Aspasia, al llegar cerca del templo, encontraron a Aspasia que buscaba a Pericles, La/el Misthios le cuenta la noticia de la muerte de Phoibe, lo que conmociona a Aspasia. Luego de entrar en el templo, presencian cómo Deimos mata a Pericles. Cuando Kassandra/Alexios trata de hacerle frente, su hermano/hermana huye, mientras deja a sus guardias para que se ocupen de la/el Misthios, después de derrotarlos, Kassandra/Alexios decide dejar Atenas con Aspasia, pero, como Cleon se había convertido en el nuevo gobernante de Atenas tras la muerte de Pericles, ordenó que nadie abandonara la ciudad, la/el Misthios abre camino hasta el puerto del Pireo, donde estaba atracada la Adrastea. Antes de partir, le pide a Sócrates e Hipócrates (los cuales deciden permanecer en Atenas) que encuentren a Phoibe y le den un entierro adecuado. En la Adrestea, la/el Misthios, habla con Aspasia sobre las pistas que encontró sobre su madre, y al escuchar sus pistas (su nombre clave; Phoenix. Y el barco en el que partió; Canto de sirena), la/el Misthios, pone rumbo a la ubicación asignada por Aspasia.
Kassandra/Alexios, logra reunirse con su madre Myrrine, la cual se se encontraba como arconte, en Naxos, donde también la informa de la supervivencia de su hermano/hermana, pero estando a manos del Culto, sin embargo el reencuentro es interrumpido por un ataque de las fuerzas militares de la isla vecina; Paros, la cual esta aliada a los atenienses, mientras que Naxos, tiene conexiones con Esparta. Como Naxos y Paros estaban en conflicto, Kassandra/Alexios ayuda a su madre a defender la isla y debilitar la posición de Silanos, el oligarca de Paros y miembro secreto del Culto. La/el Misthios también detiene la propaganda contra su madre hecha por el artista Lichas, que había sido pagado por Silanos. Durante un simposio, Aspasia advirtió a Myrrine que habían enviado hombres para matarla. Kassandra/Alexios los mata antes de que tuvieran la oportunidad de atacar a Myrrine, y encuentra un mensaje codificado de Paros en uno de sus cuerpos. Aspasia descifra el mensaje e informa a Myrrine que uno de los reyes de Esparta es un miembro del Culto. Myrrine se sorprende, ya que Esparta siempre se había resistido al Culto, por lo que decide regresar a Esparta una vez que el conflicto con Paros termine. Como la flota de Paros había bloqueado el puerto de Naxos, la/el Misthios destruye la flota enemiga con el Adrastea. Posteriormente hunde el Ámbar del Amanecer, el barco de Silanos, matándolo en el proceso y asegurando la victoria de Naxos. Al llegar a la isla, la/el Misthios se encuentra con su madre, que esta lista para regresar a Esparta y luchar contra el Culto, pero, antes de irse, Myrrine le encomienda a Kassandra/Alexios buscar a su verdadero padre.
Kassandra/Alexios, bajo orden de su madre, se pone rumbo a la isla de Thera, donde llega a unas ruinas minoicas y una puerta como la de la Forja Antigua en Andros. Usando su lanza, abre la puerta y explora el subsuelo de la isla y estando ahí, conoce a su verdadero padre; Pitágoras, quien empuña la Vara de Hermes, revela que están en las ruinas de la legendaria ciudad de la Atlántida, que contenía un poderoso conocimiento. Pitágoras procedió a explicar que Kassandra/Alexios así como su hermano/hermana habían sido concebidos para preservar un antiguo y poderoso linaje, y que su destino era ayudar a proteger la Atlántida del Culto de Kosmos y cualquiera que pudiera buscar su conocimiento. Para ello, necesitaban sellar la puerta de entrada a la ciudad utilizando cuatro artefactos (Piezas del Edén) que estaban escondidos por toda la Hélade, misión que la/el Misthos acepta.
Kassandra/Alexios, se reúne nuevamente con su madre en Laconia y desde allí, cabalgan hacia Esparta. luego de observar una zona de entrenamiento militar espartano, siguen su camino para después, llegar a su antigua casa, donde recordaron su pasado antes de que se les uniera Brásidas, quien les informó de que la ciudad había reclamado la propiedad tras la desaparición de Nikolaos, aunque esperaban que su hijo (Stentor) reclamara la propiedad, aunque no había regresado a Esparta, al continuar al mando de un batallón, en contra de los atenienses. Una vez ante los reyes: Arquídamo y Pausanias, Kassandra/Alexios y Myrrine reclaman su ciudadanía espartana y su propiedad, por lo que a pesar de estar al tanto de lo ocurrido en el Monte Taigeto, además de un problema del pasado entre Myrrine y Arquídamo, los reyes aceptan su petición, pero para lograrlo, cada rey le da a la/el Misthos, una tarea que cumplir: Arquidamo le pide ayudar a las fuerzas espartanas en Beocia, para conquistar la región, mientras que Pausanias le pide escoltar al campeón de Esparta, Testikles, a Élide para los próximos Juegos Olímpicos, misiones que la/el Misthios acepta. Después de la reunión, Brasidas le informa a Kassandra/Alexios y Myrrine acerca de una pista sobre un miembro del Culto en Arcadia. Myrrine decide seguir a Brásidas para investigar esta pista mientras la/el Misthios cumple las tareas de los reyes. Antes de la partida de su madre, Kassandra/Alexios promete unirse a ella y a Brásidas.
Continuando sus misiones, Kassandra/Alexios, escolta a Testikles en el Adrastea, sin embargo, al llegar al puerto de Élide, accidentalmente hace que el campeón (en estado de ebriedad) cayera al mar, donde es devorado por un tiburón. Su amigo Alcibíades, que había ido a asistir a los Juegos Olímpicos y había presenciado el accidente, sugiere a Kassandra/Alexios tomar el lugar de Testikles y competir en los juegos representando a Esparta. en sus primeras 2 contiendas, la/el Misthios obtiene la victoria, pero, mientras celebraba su victoria, Alcibíades se desplomó después de regresar de una fiesta. Después de que Barnabas dedujera que había sido envenenado, la/el Misthios decidió investigar el caso, descubrió los cadáveres de otros huéspedes atenienses y recibió un ataque de un guardia del Culto, a quien derrota. Al interrogar a un mercader, se entera de que alguien le había pagado para envenenar el vino de Alcibíades, tras irrumpir en un fuerte militar, la/el Misthios consigue un antídoto, regresando a tiempo para salvar la vida de Alcibíades. Finalmente Kassandra/Alexios logra ganar los juegos, y al recibir la corona de olivo, se declara campeón a Esparta. Después descubre que el antiguo campeón y juez de pancracio, llamado Kallias era miembro del Culto y la persona detrás del envenenamiento de Alkibíades por lo que la/el Misthios, lo mata. Después de su victoria olímpica, la/el Misthios viaja a Beocia, donde se reencuentra con su hermanastro Stentor, el no esta ansioso por su prescencia, creyendo que había matado a Nikolaos, y mostrar su furia porque los reyes de Esparta le habían enviado para su ayuda. Aunque reacio, accedió a que ayudara, le ordena matar a los 4 campeones de Beocia que lucharon por Atenas: Drakon, Nesaia, Aristaio, y Deianeira, (este último, se revela como miembro del Culto) trabajos en los cuales, la/el Misthios tiene éxito. Habiendo cumplido su misión, se unió a las tropas espartanas en la lucha contra los atenienses por el control de Beocia, finalmente alzándose la victoria.
Tiempo después, Kassandra/Alexios viaja a Arcadia para reunirse con Myrrine y Brásidas como había prometido. Allí, recibe el ataque de un mercenario, que buscaba una recompensa por su cabeza. Después de derrotarlo, se da cuenta de que era el arconte espartano de Arcadia, Lagos, quien había ordenado su captura o su muerte. Al unirse a Myrrine y Brasidas, la/el Misthios entendió que Lagos era un miembro del Culto. Myrrine lo quería muerto, pero Brasidas sospechaba que el Culto había forzado la mano de Lagos y esperaba una resolución más pacífica. Luego de investigar, liberar a familiares de Lagos, a merced del Culto, y reducir su poder en Arcadia, la/el Misthios se enfrenta a Lagos, cuando lo encontró, Lagos le presentó documentos que demostraban que Pausanias era el rey, detrás del Culto, y sabio de la Liga del Peloponeso. Al regresar a Esparta, Kassandra/Alexios se reunió con su madre mientras las dos se preparaban para su audiencia con los reyes, en la cual estarían presentes los éforos, la Gerusía y los Hippeis. Durante la audiencia, la/el Misthios presenta las pruebas que había adquirido de Lagos, que exponían a Pausanias como un miembro del Culto de Kosmos, acusándolo de traición frente a la multitud reunida. En consecuencia, Pausanias fue acusado por sus crímenes, destronado y exiliado de Esparta, poniendo fin a la influencia del Culto sobre Esparta. En reconocimiento a sus esfuerzos, Arquidamos les concedió a Kassandra/Alexios y a Myrrine, su ciudadanía y les permite regresar a su antiguo hogar, para que finalmente Pausanias muriera a manos de la/el Misthios. Sin embargo, una vez en casa, Brásidas llegó a pedir la ayuda de la/el Misthios para preparar un ataque contra Atenas, ya que había rumores de que los atenienses tenían a una fuerza muy poderosa entre sus tropas. Deduciendo que dicha fuerza era Deimos, Kassandra/Alexios acepta y se preparó para viajar, pero, antes de su partida, Myrrine le pide traer a su hermano/hermana de vuelta con su familia. 
Kassandra/Alexios viaja a Mesenia, para la batalla, cuando los ejércitos espartano y ateniense se enfrentan, la/el Misthios ve a su hermano/hermana después de que hiriera a Brásidas durante la batalla. Los hermanos luchan usando los poderes de sus respectivos artefactos Isu: la Lanza de Leónidas en posesión de Kassandra/Alexios y la Espada de Damocles empuñada por Deimos, pero su duelo llega a un punto muerto después de que un árbol en llamas cayera sobre Deimos y más tarde sobre la/el Misthios, dejando a ambos inconscientes, los atenienses ganan la batalla, y trasladan a la/el Misthios a una prisión en Atenas. Al despertar en una celda, Kassandra/Alexios tuvo la oportunidad de hablar con su hermano/hermana, antes de que Cleón llegue y se revelara como el Sabio de la rama del Culto de la Liga de Delos, después de haber orquestado la muerte de Pericles para apoderarse de Atenas, y ordenarle a Deimos que se fuera, Cleon habló brevemente con Kassandra/Alexios antes de dejar a sus guardias para lidiar con la/el Misthios. A pesar de no contar con armadura ni armas, Kassandra/Alexios los derrota fácilmente, justo cuando Barnabas y Sócrates irrumpen en la prisión para su rescate. Después llegan a la antigua residencia de Pericles, allí, junto a Aristófanes, Alcibíades, Heródoto e Hipócrates, formaron el Círculo de Periclea, un grupo dedicado a derrocar a Cleón y restaurar la democracia en Atenas, para lo cual trabajan juntos para disminuir la popularidad de Cleon por varios medios: Con Sócrates, Kassandra/Alexios expone las mentiras de Cleon sobre la revuelta de Mitilene ante los ciudadanos atenienses, también ayuda a Aristófanes, protegiendo a 2 actores, que fueron atacados por el Culto mientras actuaban, en una obra de teatro, con críticas a Cleón. Con todo eso, la popularidad de Cleon disminuyó y se vio obligado a abandonar Atenas y dirigirse a Anfípolis para tratar de conquistar la ciudad en un intento de restaurar su reputación. Mientras las fuerzas espartanas en Anfípolis se preparaban para la batalla, por lo que Brásidas envió a Kassandra/Alexios una carta solicitando su ayuda.
Kassandra/Alexios, llega a Macedonia para ayudar a las fuerzas espartanas de Brásidas contra el ejército ateniense atacante comandado por Cleón. Durante la batalla, observa la muerte de Brásidas a manos de Deimos y se enfrenta nuevamente a su hermano/hermana, aunque su duelo se interrumpe cuando Deimos sufre un ataque en la espalda por una flecha, disparada por Cleon. Cuando el ateniense intenta escapar e incluso pide piedad a la/el Misthios, Kassandra/Alexios lo sigue hasta la orilla, donde Cleon, acorralado, trata de persuadirle para que se una al Culto y recuperar a Deimos. Sin embargo, la/el Misthios se niega a escuchar más de sus intentos de manipulación y termina con su vida. Kassandra/Alexios, regresa a Esparta para informar a su madre de lo que había sucedido en Anfípolis respecto a Brasidas y Deimos. Mientras Myrrine creía que Deimos había muerto, Kassandra/Alexios decide regresar al lugar donde todo había comenzado: el Monte Taigeto, alegando que ya no podía huir de su pasado. Myrrine se ofreció a acompañarle y pusieron rumbo hasta el acantilado, encontrando a Deimos de pie cerca del borde del acantilado. En este punto se puede elegir entre matar a Deimos, o convencerle de dejar el Culto y volver a casa, junto con Nikolaos y Stentor (opcionales).
Con la guerra parcialmente controlada y el Culto virtualmente eliminado, la/el misthios se dirige al sitio de reunión secreta del Culto bajo el Templo de Delfos para destruir la Pirámide de los Precursores que el Culto utilizaba para influir en la política griega. Tocándolo, reciben visiones de conflictos futuros antes de destruir la pirámide. Aspasia entonces llega y revela que es la jefa superior del Culto, pero discrepaba sus acciones con los demás miembros del culto por haberse corrompido este, y da las gracias a la/el Misthios por destruir el Culto. La/el Misthios tiene la opción de matar o dejar vivir a Aspasia, pero destruyendo sus influencias. Finalmente, la/el Misthios después de derrotar varios proyectos olímpicos basados en monstruos de leyendas griegas: (el Minotauro, el Cíclope, Medusa y la Esfinge) y recoger de sus cuerpos los artefactos necesitados para sellar la Atlántida, activa un registro de la Precursora Aletheia quién aboga con la/el Misthios y Layla que el conocimiento de los Precursores y su tecnología no esta designada para los humanos y tiene que ser destruido para que los humanos logren su verdadero potencial. Pitágoras a regañadientes pasa la Vara de Hermes a la/el Misthios, muriendo en el proceso (Ya que la vara concede la inmortalidad a su portador). La/el Misthios entonces continúa con su aventura.
En el presente, Layla utiliza la información del Animus para encontrar la Atlántida y activarla. Mientras los Asesinos analizan la información, Layla se encuentra con la/el Misthios, vivo hasta tiempo moderno por el poder de la Vara de Hermes. La/El Misthios advierte a Layla de la necesidad mundial de un equilibrio entre el orden y el caos, los Templarios y la Hermandad de Asesinos respectivamente, y cualquier lado que prevalece sobre el otro resultará en la destrucción del mundo. La/el Misthios también explica a Layla que ella es la persona profetizada (La heredera del Recuerdo) quién traerá el equilibrio entre el orden y el caos y le da la Vara de Hermes, sacrificando su vida en el proceso. Layla, sin embargo, declara que hay tanto de la vida la/el Misthios que no ha visto, y se reintroduce en el Animus.

## Contenido extra
Dos capítulos de tres episodios cada uno, fueron lanzados para continuar la narrativa de la historia principal: El Legado de la Primera Hoja y El Destino de la Atlántida.

### Legado de la Primera Hoja Oculta
Este arco histórico presenta a la primera persona en usar la hoja oculta y revelará más sobre la historia que finalmente condujo a la formación de los precursores de la Hermandad de los Asesinos.
"A la Caza", Kassandra/Alexios, llega a Macedonia después de recibir una carta anónima solicitando ayuda, ya que una gran fuerza atacante estaba masacrando a la población civil. Al llegar a la aldea de Potidaia, es testigo de cómo soldados espartanos incendiaban la aldea y tomaban como rehenes a civiles desarmados. Kassandra/Alexios mató a los soldados y salvó a sus prisioneros, pero, mientras Kassandra/Alexios buscaba a otros civiles en peligro, un soldado espartano aparece por su espalda, pero, cuando este se dispone a atacar, un/una persa logra salvar a la/el Misthos, clavando una flecha en su ojo con su arco, después, aparecen soldados persas, quienes reconocen a la/el Misthios inmediatamente como portadora/portador del águila, Kassandra/Alexios mató a los soldados, pero el hombre enmascarado escapó. Después de esto, se reunió de nuevo con el/la persa que había salvado su vida, cerca de un campamento espartano y le ayudó a salvar a otros aldeanos capturados, con los soldados muertos y los aldeanos a salvo, el/la persa, se presenta a la/el Misthios como, Natakas/Neema, quien le explicó que tanto los soldados persas, como los espartanos respondían a alguien llamado "el Cazador". Mientras Natakas/Neema decidió quedarse con los civiles y atenderlos, Kassandra/Alexios rastreó al hombre enmascarado. Al encontrar su cuerpo cerca de un río junto a varios civiles, soldados espartanos y persas muertos, de repente recibió una emboscada por su asesino: un hombre encapuchado con una "extraña espada" (hoja oculta) adherida en su guantelete de la mano derecha. Kassandra/Alexios se batió en duelo con su agresor hasta que su pelea fue interrumpida por Natakas/Neema, quien reveló que el hombre encapuchado, era su padre e invitó a Kassandra/Alexios a unirse a ellos en su escondite. La/el Misthios llega al escondite, y una vez ahí, el padre de Natakas/Neema, revela su nombre: Darío, y explica que lo acontecido en Potidaia, era obra de la "Orden de los Antiguos", una sociedad secreta, de origen egipcio, pero que gracias a su poder, riqueza e influencia, ha logrado extenderse hacia otras civilizaciones, y cuyo objetivo principal es controlar la humanidad en nombre de la paz y el orden, pero, basándose en un control absoluto, también Darío le cuenta que 30 años antes en Persia, había asesinado al títere de la Orden: el rey Jerjes, lo que resultó en que la Orden, ordenara su captura y muerte, mientras que Darío logró huir con Natakas/Neema, también reveló al Cazador como un miembro de la Orden, a la par de que le hace saber a Kassandra/Alexios que la Orden también esta en su búsqueda, como parte de los "Mancillados" (hombres y mujeres descendientes de los Isu). Luego le da a Kassandra/Alexios la opción de desaparecer o luchar contra la Orden, por lo que accedió a ayudar. Darío le explicó a Kassandra/Alexios que el Cazador era el "Mago" de la ´Orden de los Cazadores´, una rama de los Antiguos. Para sacarlo de su escondite, primero tendrían que eliminar a sus lugartenientes. Antes de localizar a los miembros, Kassandra/Alexios paso tiempo con Natakas/Neema, cazando ciervos y un jabalí, ya de noche, ambos pasaron más tiempo juntos, comiendo y hablando acerca de sus respectivos pasados. Después la/el Misthios, regresó a la Adrastea para explicarle la situación a Barnabás, y decidió tener cuidado con Darío, creyendo que aún no podía confiar plenamente en él. Con Natakas/Neema, Kassandra/Alexios investigó más tarde una plaga que había azotado a Potidaia. Como el magistrado de la aldea se negó a tomar medidas, Kassandra protegió a la curandera Timosa cuando fue atacada por los guardias del magistrado. Timosa le pidió entonces que recuperara la medicina que había sido robada por los piratas, la/el Misthios abordó los barcos de los piratas y recuperó la medicina, aunque se sorprendió al descubrir que los bandidos que habían robado la medicina no eran piratas, sino soldados persas. Al regresar a Potidaia, Kassandra/Alexios se reunió con Natakas/Nemas, quien le informó que la fuente de la plaga era un veneno en el suministro de agua. Ambos presenciaron entonces cómo el magistrado y Timosa se acusaban mutuamente de ser responsables, finalmente, la/el Misthios llegó a la conclusión de que Timosa era la culpable y también miembro de la Orden, a la cual mató después de un combate. Trabajando con Darío, Kassandra/Alexios rastreó a otro lugarteniente del Cazador: Bubares, el cual estaba reclutando tropas para la Orden. Se infiltró en la Fortaleza de Olinto y descubrió una nota codificada de Bubares en la que se hablaba de una ceremonia que iba a tener lugar en una granja cercana esa noche, por lo que, la/el Misthios y Darío esperaron a que comenzara la ceremonia y posteriormente mataron a Bubares y sus hombres. También, en el fuerte, Kassandra/Alexios encontró pruebas de que Acanta, la esposa del gobernante de Macedonia, era miembro de la Orden, y procedió a su asesinato. Kassandra/Alexios rastreó y eliminó a los otros miembros de la Orden en Macedonia; Mató a Phratagounè, una arquera que cuidaba de las bestias del Cazador; (lobos), y a Conon, un luchador que trabajaba con unos sádicos asaltantes. Al investigar a Hylas, un aldeano que había sobrevivido a un ataque del magistrado de Potidaia, el descubrió que se había unido a la Orden para vengarse y encontró una nota en su campamento que revelaba la ubicación de otro lugarteniente de la Orden; Echion, un vigilante que había reclutado a Hylas. La/el Misthios procedió a cazar tanto a Hylas como a Echion, recuperando el alijo secreto del magistrado que había sido robado por Hylas en el proceso, también eliminó a los lobos del Cazador que atacaron a los civiles cerca de Anfípolis, adicionalmente, la/el Misthios se dirigió a una pequeña isla al sur de Macedonia para recibir una serie de regalos por parte de un hombre llamado Eántidas, como agradecimiento a la/el Misthios, ya que uno de los aldeano rescatado en Potidaia, era un familiar de Eántidas. Más tarde, Natakas/Neema envió a Kassandra/Alexios a buscar a uno de sus informantes en los Pantanos de las Termas. Dentro de un campamento, encontró a una mujer a la que liberó y que le informó de que su hijo trabajaba con Natakas/Neema, pero, había sido capturado por la Orden, buscándolo en la niebla, Kassandra/Alexios encontró al niño, pero tenía miedo de que la/el Misthios le hiciera daño y huyó. Siguiéndolo, Kassandra/Alexios llegó a un árbol con los cadáveres colgados de los hombres que había matado en Potidaia. Allí se enfrentó a un hombre enmascarado que le dijo que no confiara en Darío ya que no era lo que pretendía ser. También quería mostrarle el caos que resultó de sus acciones, ya que los presuntos familiares de sus víctimas, confrontaron a la/el Misthios cerca del árbol. El hombre enmascarado huyó, pero dejó un mensaje escrito de que el Cazador estaba esperando en un bosque. Al reunirse con Natakas/Neema, Kassandra/Alexios reunió toda la información que había conseguido sobre los Antiguos para deducir la ubicación del Cazador. Una vez en el bosque mencionado en el documento, la/el Misthios vio al mismo hombre enmascarado de los pantanos, quien confirmó que él era el Cazador y afirmó que era su deber matar a los Mancillados como Kassandra/Alexios, porque representaban un peligro para el mundo. Kassandra/Alexios procedió a luchar contra el Cazador y sus soldados hasta que huyó a una cueva donde la/el Misthios, lo rastreo y hirió mortalmente, mientras más de sus hombres intentaban matar a la/el Misthios, Darío y Natakas/Neema llegaron a la cueva y mataron a los últimos hombres del Cazador. Con el Cazador agonizando, tanto él como Darío se reconocen inmediatamente y revelan sus verdaderos nombres; el Cazador revela a Darío como Artabano, mientras que Darío, revela el nombre del Cazador; Pactias, revelando que ambos eran viejos amigos, hasta que Darío, había los traicionado debido a una diferencia de ideales, ante esto, Darío admitió que no había asesinado solo a Jerjes, sino que formaba parte de un grupo secreto de insurgentes que había jurado proteger Persia. Después del asesinato de Jerjes, Pactias y otro amigo suyo, Amorges, creyeron que aliarse con la Orden era la mejor manera de traer la paz a Persia, pero Darío fue en contra de su idea al intentar matar al nuevo rey de Persia, el hijo de Jerjes, Artajerjes, antes de que pudiera ser influenciado por la Orden como su padre. Sin embargo, Amorges lo detuvo y Darío se vio obligado a huir de Persia junto a su familia después de ser tachado de traidor, sin embargo con el paso del tiempo, toda la familia de Darío fue perseguida y asesinada por la Orden, siendo el y Natakas/Neema, los únicos sobrevivientes. Después de que Darío enterró el cuerpo de Pactias, Kassandra/Alexios lo visitó a él y a Natakas/Neema en su escondite, encontrándolos preparándose para dejar Macedonia y esconderse de la Orden una vez más. Kassandra/Alexios, le revela a Darío, su deseo de tener una ´vida sencilla´; tener un negocio en un ágora, y pasar los días pescando con un futuro hijo, a lo que Darío asienta sobre luchar por un bien común y por las personas que ama. Dario y Natakas/Neema se despidieron de Kassandra/Alexios, quien les promete volver a luchar contra la Orden si se encontraban de nuevo.
"Una dinastía en las Sombra", Kassandra/Alexios llega a Acaya luego de recibir una carta anónima, pero, al llegar al pueblo de Dyme, descubrió que había sido Darío quien había enviado la carta, requiriendo una vez más la ayuda de la/el Misthios contra la Orden de los Antiguos. Darío explicó que él y Natakas/Neema se habían refugiado en Acaya mientras buscaban una manera de escapar del mundo griego, pero la Orden los había rastreado y establecido un bloqueo alrededor de Patrai, además, como Natakas/Neema había desaparecido mientras intentaba asegurar un pasaje a bordo de un barco, Kassandra/Alexios accedió a ayudar a Darío a su búsqueda. Después del rescate de Natakas/Neema de varios guardias espartanos, les informó que la Orden había capturado a civiles y los había encarcelado una fortaleza cercana; el Teichos de Heracles, por lo que la/el Misthios decidió liberar a los prisioneros y se infiltró en la fortaleza, encontrando una carta que indicaba que la Orden estaba trabajando junto al Culto de Kosmos. Después de liberar a los prisioneros, incluida una mujer llamada Kleta, Kassandra/Alexios regresó con Darío y Natakas/Neema, para informarles que Acaya estaba bajo el control de "la Tormenta", la líder de la ´Orden de la Tormenta´, otra rama de los Antiguos. Luego acordó ayudar a Darío y Natakas/Neema a liberar la ciudad del control de la Tormenta, tanto para ayudar a su población como para crear una apertura que permitiría a todos abandonar el mundo griego. Con la nota del Culto, Kassandra/Alexios recopiló otra información sobre la Tormenta, descubriendo que estaba secuestrando a personas de Bura, viajando allí, Kassandra/Alexios se reunió con Kleta, que estaba ayudando a los refugiados a salir de Acaya, la/el Misthios le ofreció ayuda y Kleta dirigió a la/el Misthios con el comerciante ´Orontes´. Después de enviar a varios guardias de la Orden, Kassandra/Alexios se enteró de que Orontes tenía varios barcos que podrían usarse para transportar refugiados, pero habían sido confiscados por Ariston, el capataz de los muelles de Pelene, por lo que Kassandra/Alexios accedió a ayudar a negociar un trato con Ariston, aunque antes de irse, Kleta informó que la Tormenta, era en realidad su hija Phila. Después de recuperar las naves de Ariston, Kassandra/Alexios se enfrentó a varios guardias que habían venido a arrestar la/el Misthios, por liberar a los prisioneros de la Tormenta. Orontes asumió la culpa para proteger a Kassandra/Alexios y Kleta y, confiando en que cumplirían su misión, fue llevado como prisionero por los guardias. Al regresar a Patrai, Kassandra/Alexios se unió a Natakas/Neema para espiar a la Tormenta, que estaba probando una nueva arma de fuego para su barco; el "Escila". Después de que el arma explotó y el hombre se fue, Kassandra/Alexios y Natakas/Neema investigaron por la ciudad para encontrar a la Tormenta. Atacando a los mercenarios de la Tormenta, interrogaron a uno de ellos y se enteraron de que la Tormenta había encerrado las vías marítimas de Acaya para matar a la/el Misthios, pero, con la Adrestea, Kassandra/Alexios destruyó una parte de la flota de la Tormenta. Más tarde, Kassandra/Alexios se encontró con Darío en su escondite, hecho en el casco de un barco sin terminar. Como Gyras, el ingeniero jefe de la Tormenta, quería huir de Acaya, decidieron interrogarlo. El ingeniero reveló que su nueva arma, a la cual llama, el ´Aliento de la Quimera´, no estaba completa, y acordó instalarla en la Adrestea si la/el Misthios recuperaba su plan cifrado. Después de recuperar el plan, Kassandra/Alexios descubrió que Gyras había sido asesinado por Megakreon, un lugarteniente de la Orden, quien emboscó a la/el Misthios momentos después, solo para ser asesinado. A pesar de la muerte de Gyras, su esposa Parmys informó a la/el Misthios que su esposo tenía libros de códigos para descifrar su plan. Después de recuperar los libros, el ´Aliento de la Quimera´ fue terminado e instalado en la Adrestea. Durante su caza de la Orden en Acaya, Kassandra/Alexios rastreó a Sophos, otro lugarteniente de la Orden, el cual era un rico carpintero de barcos de Patrai que financió a los Antiguos, por lo que la/el Misthios, lo asesinó y encontró en su cuerpo una carta de otro miembro de la Orden; Néstor, el capitán de un barco que patrullaba las aguas de Acaya, por lo cual, usando el Adrestea, la/el Misthios abordó la nave de Néstor y lo mató. Tras esto la/el Misthios encontró otra carta le llevó a su próximo objetivo; Augos, quien monitoreaba a Darío y Natakas/Neema. Kassandra/Alexios fue a la Cala del Naufragio, donde se encontraba Augos, y lo asesinó. También Kassandra/Alexios descubrió que la Tormenta, había reclutado a 5 mercenarios para dar con su muerte, por lo que Kassandra/Alexios procedió a rastrear y asesinarlos, poniendo fin a la amenaza. Después, Kassandra/Alexios se reunió con Dario, Natakas/Neema y Kleta para organizar su plan para destruir el resto de la flota de la Tormenta, lo que permitiría a Darío, Natakas/Neema y los refugiados partir de Acaya, Kassandra/Alexios y Natakas/Neema pasaron la noche juntos en una casa en Dyme, anteriormente propiedad de un amigo de Kleta; ambos pasaron el tiempo mientras bebían, bromeaban, hablaban de sus dificultades para hacer amigos y recordaron su tiempo en Macedonia. Al día siguiente, después de despedirse de sus amigos, Kassandra/Alexios abordó el Adrestea mientras se preparaba para enfrentarse a la flota de la Tormenta, que intentaba detener la evacuación, pero, después de hundir el Escila y sus escoltas, la/el Misthios regresó a la costa para enfrentarse a la Tormenta, que había sobrevivido a la destrucción de su barco. Cuando la Orden juro matar a Kassandra/Alexios por ser parte de los Mancillados, Kleta llegó y le reveló que Phila también era parte de los Mancillados. Tras esto se produjo un duelo entre Mancillados, que culminó con la muerte de Phila por la espada de Kassandra/Alexios. Con la muerte de la Tormenta, la rama de la Orden de la Tormenta fue vencida y el bloqueo naval levantado, lo que permitió a Darío, Natakas/Neema los refugiados abandonar el mundo griego. Al día siguiente, Kassandra/Alexios fue a despedirse de Darío y Natakas/Neema antes de que abandonaran la Hélade para siempre, antes de abordar el barco, Darío, recordó el ´sueño´ del cual le habló Kassandra/Alexios en Macedonia sobre tener una vida sencilla, mientras contemplaba si volvería a ver a Darío y Natakas/Neema y si sería capaz de formar conexiones similares con otras personas, pero, después se sorprendió y alegro al saber que después de todo, Darío y Natakas/Neema habían decidido permanecer al lado de Kassandra/Alexios. Tomando la casa vacía en Dyme como su hogar, Kassandra/Alexios, Natakas/Neema y Darío se convirtieron en una familia, y tiempo después se dio el nacimiento del único hijo de Kassandra/Alexios; Elpidio. Mientras criaba a su hijo junto a Natakas/Neema, Kassandra/Alexios reanudó su trabajo como Misthios, lo que llevaba dejar a su familia de vez en cuando. Al regresar a Acaya después de un contrato, Kassandra/Alexios mató a varios jabalíes, y usó su carne para la recolección de Darío. Al unirse a Darío, descubrió que Natakas/Neema y Elpidio estaban jugando al escondite en la playa. Kassandra/Alexios y Darius intervinieron en su juego, encontrando a Natakas/Neema y Elpido. Después de un tiempo con su hijo, Kassandra/Alexios recolectó mariscos con Natakas/Neema, mientras que Darío llevó a Elpidio a casa para preparar un festín. Durante el tiempo que estuvieron juntos, Kassandra/Alexios y Natakas/Neema hablaron sobre su hijo y el impacto que había tenido en sus vidas, cerca de un acantilado, Natakas/Neema le mostró a Kassandra/Alexios un amuleto que su madre le había dado para protegerlo, pero, lo arrojó al agua, demostrando que confiaba en Kassandra/Alexios para proteger a su familia. Esa noche, Kassandra/Alexios cenó con Darío y Natakas/Neema antes de que Natakas/Neema acostara a Elpidio, para después reflexionar con Darío sobre la vida pacífica que llevaban. Sin embargo, durante su conversación, Kassandra/Alexios y Darío vieron humo sobre Dyme, por lo que ambos cabalgaron hacia la aldea, encontrándola bajo un ataque por la Orden de los Antiguos, mientras la/el Misthios se sorprendió al ver a Orontes liderando las fuerzas de la Orden hasta que Darío aclaró que en realidad era su antiguo hermano de armas; Amorges. Después de luchar contra los soldados de la Orden, Kassandra/Alexios y Darío se unieron a Natakas/Neema y Elpidio. Darío decidió emboscar a la Orden para dar tiempo a los otros 3 a escapar, aunque antes de irse, Kassandra/Alexios le prometió a Darío que protegería a la familia. En el camino a la playa, la/el Misthios protegió a Natakas/Neema y Elpidio, matando a más soldados enviados por Amorges. Mientras preparaba un barco para partir, Kassandra/Alexios, ante la tristeza de Natakas/Neema, decidió regresar y salvar a Darío, dejando a Natakas/Neema y Elpidio en la orilla. Cuando Darío estaba a punto de ser asesinado por 2 gemelos, ambos lugartenientes de la Orden, llamados los Inmortales, Kassandra/Alexios intervino, salvando a Darío y matando a los dos Antiguos, pero, al darse cuenta de que el ataque era una distracción, Kassandra/Alexios y Darío regresaron a la playa rápidamente, solo para encontrar el cuerpo de Natakas/Neema, sin vida y sin rastro de Elpidio. Al día siguiente, Kassandra/Alexios y Darío enterraron a Natakas/Neema junto a su casa, mientras Darío le reprochaba a la/el Misthios por fallar a su promesa de proteger a su familia, a pesar de que Kassandra/Alexios propuso que trabajaran juntos para encontrar a Elpidio, Darío se fue a buscarlo solo. En la tumba de Natakas/Neema, Kassandra/Alexios prometió encontrar a Elpidio, después habló Barnabás, quien además de mostrar sus condolencias a la/el Misthios por su perdida, reconoció la procedencia de las balistas utilizadas por la Orden para el ataque de Dyme, por lo cual, sin otra pista y sin Darío, Kassandra/Alexios tomó el Adrestea y zarpó de Acaya con la esperanza de encontrar a su hijo.
"Estirpe", Kassandra/Alexios, llega a Mesenia, la sede principal de la Orden de los Antiguos en el mundo griego, con el fin de recuperar a Elpidio, vengar la muerte de Natakas/Neema y acabar con la Orden de forma definitiva. Al llegar a la aldea de Aipeia, Kassandra/Alexios descubrió que muchos de los guardias de la Orden habían sido asesinados. Al investigar el área, recibió una emboscada por parte de Darío, quien procedió a compartir la información que había logrado recopilar: Mesenia sirvió como bastión de la ´Orden del Dominio´, la rama de la Orden liderada por Amorges, que gobernó efectivamente la región con el apoyo del ejército espartano. Uno de los lugartenientes de la Orden supervisaba una gran producción de armas y supervisaba a los ilotas encarcelados, mientras que otro miembro de la Orden, Dimocrates, estaba negociando un acuerdo con el Culto de Kosmos para enviar refuerzos. Finalmente, la Orden había capturado a un general ateniense que podría resultar un valioso aliado si era liberado. Con esta información en mente, Kassandra/Alexios decidió a regañadientes trabajar con Darío para socavar a Amorges y la Orden. Dirigiéndose a la Casa del Líder, la/el Misthios liberó a varios ilotas para conocer la identidad del comandante que supervisaba la línea de producción de armas de la Orden. Después de salvar al ilota Rhode de la ejecución, acordó llevar a Kassandra/Alexios ante el comandante a cambio de ayudar a su hijo Pebble y a los hijos de los otros ilotas a abandonar Mesenia. Mientras se dirigían hacia el puerto de Aipeia, el grupo se enfrentó al lugarteniente de la Orden, Harpagos y sus guardias. Después de matarlos, la/el Misthios encontró una carta en el cuerpo de Harpagos que indicaba que el ´Mago´ de la Orden del Dominio tenía la intención de mantener a los ilotas bajo el control de Amorges. Después, junto a Darío, Kassandra/Alexios llegaron a una reunión para localizar a Dimocrates, pero, como ninguno de los 2 sabía cómo era el hombre, Kassandra/Alexios decidió escuchar a escondidas la reunión entre la Orden y el Culto. Logrando identificar a Dimocrates, lo mató y encontró una carta del ´Mago´, que reveló que la Orden y el Culto mantenían una alianza incómoda. Después en el campamento espartano, la/el Misthios liberó al general ateniense capturado y a sus soldados, y mató a otro miembro de la Orden; Artazostre. Después de entregar la carta de Darío al general, acordó ayudarles a luchar contra la Orden si hundía la flota espartana cerca de Mesenia. La/el Misthios procedió a hacerlo, destruyendo la flota con la Adrestea, asegurando una alianza con el general, para después encontrar y asesinar a los penúltimos lugartenientes de la Orden del Dominio; Gaspar y Pithias. Más tarde, al reunirse con Darío para preparar el siguiente paso de su plan, Kassandra/Alexios recibió una carta de la Orden, la cual era una invitación formal para ir a las tumbas de Aipeia, una vez allí, se encontró con Gergis, el último ´Mago´ de la Orden, quien se revela como un admirador suyo, mientras cabalgaban, trató de explicarle más a detalle acerca de la Orden; sus intenciones de mantener la paz, la tensa alianza entre la Orden de los Antiguos y el Culto de Kosmos, además afirmando que Kassandra/Alexios tenía que morir ya que traía el caos a donde sea que iba. Mientras admiraba una isla cerca de la costa de Mesenia, Gergis se ofreció a contarle a la/el Misthios cómo había muerto Natakas/Neema en la playa, luego del ataque a Dyme e incluso dejar que fuera  Kassandra/Alexios quien decidiera su destino. Con el control de la Orden sobre Mesenia paralizado, Kassandra/Alexios y Darío iniciaron su ataque final para liberar la región y sacar a Amorges de su escondite. Mientras los atenienses luchaban contra los aliados espartanos de la Orden, la/el Misthios y Darío prendieron fuego en Aipeia para obligar a los ilotas a huir, llamando la atención de los guardias de la Orden, después de matar a los guardias, la/el Misthios interrogó a un soldado persa que le informó que el cuartel general de la Orden estaba ubicado en la Mina de Andania. Cuando los atenienses fueron masacrados por las fuerzas de la Orden, Darío fue a defenderlos mientras Kassandra/Alexios viajaba a la mina. Después de encontrar los archivos de la Orden, recibió un ataque por varios soldados persas, quienes tras ser derrotados por la/el Misthios revelaron la ubicación de Amorges: el Templo de Zeus. Después de derrotar a los guardias, Kassandra/Alexios se dirigió al templo para enfrentarse a Amorges y recuperar a Elpidio. Una vez frente a Amorges, mientras recordaba su juramento de destruir a la Orden, Amorges reveló que sus agentes ya se habían infiltrado en todos los aspectos de la sociedad griega y traerían la paz a la Hélade y al mundo, dado que el conflicto militar entre Esparta y Atenas, se había extendido hasta Persia. Al declarar que Kassandra/Alexios, así como todos Mancillados eran una amenaza para la verdadera paz, Amorges se preparó para luchar contra la/el Misthios, pero pronto se les unió Darío, quien le exigió el paradero de Elpidio, pero, como Amorges se negó a revelar la ubicación del niño, Kassandra/Alexios y Darío se enfrentaron a él en un duelo. Aunque el persa logró defenderse de ambos durante un tiempo, finalmente fue herido de muerte, antes de que tanto él como Darío cayeran de la colina. Siguiéndolos, Kassandra/Alexios presencia a Amorges derrotado y malherido, pero afirmando que solo había buscado la paz y seguridad de Persia y del mundo. Derrotado y agonizando, Amorges reveló que Elpidio estaba en una pequeña isla al sur de Mesenia, la misma isla que Gergis le había mostrado previamente a Kassandra/Alexios, pero advirtió que la Orden no podía ser destruida y nunca dejaría de cazar a la/el Misthios, poniendo a Elpidio en peligro mientras estuviera a su lado, luego se reconcilió con Darío, quien le recordó su promesa de proteger Persia, a lo que Amorges le dijo a su viejo amigo que siempre estaría allí para luchar contra los tiranos, finalmente a causa de sus heridas y ante la tranquila mirada de Kassandra/Alexios y Darío, Amorges muere. Al ir a la isla, Kassandra/Alexios y Darío, se encuentran con un joven persa, quien voluntariamente devolvió al niño a su familia, el joven se presenta como  Darío, hijo del rey Artajerjes, y custodio de Elpidio por pedido de Amorges. El joven persa le informa a Darío, que Persia estaba en paz y prosperaba gracias a su padre Artajerjes, Darío se dio cuenta de que había juzgado mal al rey, quien no había repetido el error de su padre (Jerjes) de dejarse manipular por la Orden. Posteriormente, decidió confiar en el futuro rey de Persia, para que mantuviera su patria a salvo al igual que sus predecesores, pero sin el flujo de la Orden. Kassandra/Alexios sintió emoción y alivio de reunirse con su hijo, pero más tarde comprendió que Amorges tenía razón y que Elpidio nunca estaría realmente a salvo mientras estuviera a su lado, por lo tanto, decidió ceder su custodia y protección a Darío, despidiéndose de su hijo, en una playa, a las afueras de Mesenia, envolviéndolo con la manta de Natakas/Neema. Darío prometió mantener su lucha contra la Orden, y sobre todo promete mantener a salvo a su nieto, para finalmente zarpar en una faluca, mientras Kassandra/Alexios observó cómo los últimos remanentes de su familia se marchaban en paz. Tras la muerte de Amorges, Kassandra/Alexios llevó su espada rota a un herrero en Fócida, quien pudo repararla usando el adamantino en los medallones tomados por la/el Misthios, de los miembros de la Orden que había matado. Finalmente, Kassandra/Alexios regresó a Dyme para visitar la tumba de Natakas/Neema y contarle sobre los eventos que habían ocurrido, sin embargo decidió recuperar varios de los objetos de Natakas/Neema, incluido el amuleto que había arrojado al mar, su viejo arco de caza y la manta de Elpidio. Al regresar a la tumba, colocó el amuleto y la manta sobre la tumba mientras guardaba el arco, dando así, su último adiós a Natakas/Neema. Mientras que Kassandra/Alexios, permaneció en la Hélade, continuando con su oficio de Misthios, luchando en la Guerra entre Esparta y Atenas, así como continuar combatiendo tanto al Culto de Kosmos, como a la Orden de los Antiguos, Darío se fue con Elpidio a Egipto, donde ambos se instalaron adecuadamente, y con el paso de los años, Elpidio logró dar paso a nuevos sucesores de su linaje, haciendo de Kassandra/Alexios, antepasado de Aya/Amuneth, una guerrera greco-egipcia, co-fundadora de la Hermandad Asesina: Los Ocultos.

### El destino de la Atlántida
Este arco histórico se centra en la mitología griega, y sigue a Kassandra/Alexios en la búsqueda para aprender y desbloquear totalmente el poder de la Vara de Hermes Trimegisto, mentras enfrenta a criaturas míticas y tropas Isu. 
"Los Campos del Eliseo", Kassandra/Alexios despertó en un nuevo reino, por la visión un perro llamado Ros. Una vez en pie, recibió un ataque por soldados Isu comandados por una misteriosa mujer Isu. Después de derrotarlos, Kassandra/Alexios se encontró con Hermes Trismegisto, quien reconoció a la/el Misthios como descendiente de Pitágoras, ya que portaba su Vara, a la describió como su ´mayor creación´. Hermes procede a explicar a Kassandra/Alexios que estaba en los Campos del Elíseo, gobernados por Perséfone, la esposa del rey del Inframundo, Hades. Después de que Kassandra/Alexios le contara sobre los juicios y su razón de estar en el Eliseo, Hermes dijo que la única forma de salir, era a través de Perséfone y le indicó que hablara con Hécate, la consejera y amiga de Perséfone. Hermes también sugiriere que Kassandra/Alexios podría demostrar su valía a Perséfone si sofocaba una rebelión en el Deucalion. Finalmente, Hermes reveló que Kassandra/Alexios podría empoderar la Vara a través de las Percepciones de Hermes, desbloqueando nuevas capacidades. Más tarde, Kassandra/Alexios conoció a Adonis, un humano vivo obligado a permanecer en Eliseo ya que Perséfone se había enamorado de él. Queriendo reunirse con su amante Afrodita, Adonis lideró la rebelión humana contra Perséfone. La/el Misthios decidió ayudarlo, atacando la Fortaleza de las Tres Hermanas. Destruyó las Antorchas de Hipnos, unos dispositivos Isu que controlaban a los humanos y mató al supervisor Egea. Este acto convenció a Adonis de aliarse con Kassandra/Alexios, también mató a los supervisores Ifigenia y Atalanta y destruyó otras Antorchas y recursos, disminuyendo el poder de Perséfone en el Eliseo. Al llegar al palacio de Pheraphassa, Kassandra/Alexios se encontró cara a cara con Perséfone, quien se disculpó por el ataque ordenado por ella en contra de la/el Misthios, después la Isu le informó entonces de que Orfneo, uno de los caballos de su marido, había desaparecido de su establo. Temiendo ser acusada de robar la bestia, Perséfone le encargó a Kassandra que encontrara el caballo. Después de investigar, Kassandra descubrió que Orfneo había escapado antes de ser cuidado por el ciego Mulios. Después de elegir entre dejar el caballo a Mulios, devolverlo al establo o dárselo a Adonis, la/el Misthios le informó a Perséfone que había resuelto el problema. Más tarde, Kassandra/Alexios conoció a Hécate, quien se ofreció a ayudarla a salir del Eliseo, incluso si eso significaba ir a espaldas de Perséfone. La Isu le dio la llave del santuario oculto de Perséfone y le encargó que recuperara el diario de Perséfone para descubrir dónde se encontraba la puerta del inframundo. Al regresar con el diario, la/el Misthios se lo dio a Hécate, pero después de leerlo, Hécate no descubrió la ubicación de la puerta, pero le aconsejó a Kassandra/Alexios que disminuyera el poder de Perséfone en el Eliseo para tener acceso a la puerta. Después Kassandra/Alexios se reunió con Hermes y lo siguió en un recorrido por la Fe de Minos, durante el cual el Isu explicó cómo desbloquear todo el poder del Bastón a través de las Perspicacias del Guardián. Después de encontrar uno en la región y usarlo, la/el Misthios rastreó las Percepciones de otros Guardianes alrededor del Eliseo para aumentar el poder de la vara. Más tarde, mientras Hermes buscaba un guardaespaldas para Perséfone, encargó a Kassandra/Alexios que liberara a Kyros de Zarax, el cual había sido capturado por los rebeldes. Cuando la/el Misthios rescató a Kyros, él reveló que estaba trabajando en secreto para los rebeldes y que su captura fue una artimaña para engañar a Hermes para que lo reclutara. Posteriormente, Kassandra/Alexios llevó a Kyros ante Hermes sin revelar la verdad. Cuando los humanos robaron la receta de Hermes a la llama eterna, un arma poderosa, los Isu le encargaron a la/el Misthios que la recuperara. Después de matar a los ladrones, la/el Misthios recuperó la receta y decidió entre dársela a Hermes o a Adonis. Más tarde, Kassandra/Alexios tuvo que elegir entre ayudar a Hermes a matar a los líderes de la rebelión humana o romper su alianza con los Isu. Cuando Adonis encargó a Kassandra/Alexios que liberara a los humanos de la influencia de Perséfone, se enteró de que la vara podía liberar sus mentes cautivas. Después, Adonis le informó de un viejo guerrero espartano que podría ayudar a la rebelión si estaba convencido. Al encontrarse con el guerrero, Kassandra/Alexios descubrió que el guerrero espartano era nada más y nada menos que su abuelo Leónidas. Después reconocer su lanza y que Kassandra/Alexios revelara el nombre de su madre (Myrrine), Leonidas pone a prueba a la/el Misthios con pelea para comprobar sus habilidades de combate, el rey espartano, impresionado por las habilidades de su descendencia, accedió a unirse a la rebelión. Más tarde, la/el Misthios continuó usando la vara de Hermes para liberar a otros humanos de su control mental, que después se unieron a la rebelión. Hécate encargó a Kassandra/Alexios que se reuniera con el orador Isidoro, quien podría difundir el mensaje entre los humanos para unirse a la rebelión. La oradora aceptó ayudar a la/el Misthios si rescataba a varios aldeanos capturados y liberaba a su hijo Theron de su adoctrinamiento. Después de cumplir esta tarea, Isidoro se convirtió en un aliado de la rebelión. Más tarde, Hécate ordenó a la/el Misthios que recuperara la última agua del Leteo para una mujer que prometió ayudar a la rebelión. Después de recuperar el Leteo, la/el Misthios se encontró con la mujer, Almatheia, que quería olvidar a su amante muerto, lo que obligó a Kassandra/Alexios a elegir entre darle el Leteo o destruirlo. No obstante, al oír rumores sobre la entrada en circulación del agua de Leteo, tanto Perséfone Kassandra/Alexios, empezaron a sospechar de Hécate, comenzando a tener dudas sobre sus verdaderos motivos. A pesar de todo, la/el Misthios decidió trabajar con Hécate una vez más para disminuir el poder de Perséfone. A sugerencia de Hécate, envenenó el vino en un simposio de los devotos de Perséfone para matarlos. Cuando Adonis se enteró de un traidor dentro de la rebelión que le dio información a Perséfone, logró identificar a dos sospechosos, un herrero y un mensajero, y le encargó a Kassandra/Alexios que matara a uno de ellos, durante una audiencia con Perséfone y Hécate, los Isu hicieron un trato con Kassandra/Alexios: traer de vuelta a uno de sus seres queridos fallecidos a cambio de matar a Leónidas para obstaculizar la rebelión. por lo que Kassandra/Alexios tuvo que elegir entre rechazar el trato de Perséfone, matar a su abuelo o traicionar a Kyros de Zarax revelando que era el topo. Después de que la rebelión robara un artefacto explosivo del taller de Hermes, Kassandra/Alexios lo llevó al Palacio de los Kolossi, destruyendo a todos los guardias de la zona. Más tarde, cuando Kassandra/Alexios fue a la casa de Hécate, encontró a Perséfone esperándola. Como los Isu ya no confiaban en Hécate, le encargó a Kassandra/Alexios que la espiara durante una reunión secreta. La/el Misthios descubrió que Hécate se estaba reuniendo con Hermes, quien la confrontó sobre las acciones de Kassandra/Alexios. De su conversación, la/el Misthios se enteró de que la llave de la puerta del inframundo era el collar de Ros, el perro de Perséfone. Sin embargo, antes de que pudiera actuar sobre esta información, Kassandra/Alexios tuvo que defender sus acciones frente a Perséfone, después de que Hécate culpara a la/el Misthios de todos los problemas recientes en el Eliseo. Una vez que Adonis decidió seguir adelante con su rebelión, Kassandra/Alexios se unió a él, a Leonidas (opcional) y a sus tropas para atacar el palacio de Perséfone. Derrotando a su ejército, la/el Misthios  se enfrentó a Hermes, quien fue rechazado por Perséfone ya que le había fallado. En la sala del trono, Perséfone decidió el destino de Hécate y cómo Adonis dejaría el Elíseo. Kassandra/Alexios trató de razonar con Perséfone y convencerla de que abandonara el Eliseo, pero ella se negó. Al abrir la puerta al Inframundo, Perséfone arrojo un artefacto esférico al pozo y Ros lo siguió, luego usó sus poderes para inmovilizar a Kassandra/Alexios y enviar a la/el Misthios al Inframundo.
"El Tormento de Hades", Kassandra/Alexios se encuentra en el Inframundo. Al despertar después de su larga caída, Kassandra/Alexios descubrió que el artefacto había transformado a Ros en Cerbero. Viéndose en obligación de luchar contra el monstruo, la/el Misthios mató al perro de tres cabezas y recuperó el artefacto. Mientras exploraba el Inframundo, se encontró con el esposo de Perséfone, Hades, quien estaba enojado porque la/el Misthios habían matado a su guardián, dejando las puertas del Inframundo sin vigilancia. Posteriormente, Hades encarga a Kassandra/Alexios que encontrara nuevos guardianes y ayudara a Caronte a restaurar el orden en su reino, ya que los prisioneros del Tártaro escapaban del inframundo. A cambio, Hades prometió ayudar la/el Misthios a cumplir su destino. En su camino para ver al barquero, Kassandra/Alexios vio a varios prisioneros de Tártaro escapando de una grieta. La/el Misthios los mató activando la grieta que causó una debilidad en su cuerpo. Al encontrarse con Caronte, le informó a Kassandra/Alexios que necesitaba la ´Armadura de los Caídos´ para atravesar el Velo del Tártaro y acabar con la amenaza de los Sombríos, por lo que la/el Misthios se dispuso a recuperar las piezas de la armadura, que estaban en posesión de Los Caídos. Más tarde, Kassandra/Alexios fue al Palacio de Hades, donde recibió un ataque por los prisioneros del Tártaro. Después de matarlos, Kassandra/Alexios se reencontró con Elpenor, el primer miembro del Culto de Kosmos que había asesinado en la Hélade. Ahora trabajando para Hades, Elpenor se ofreció a ayudar a Kassandra/Alexios a encontrar los guanteletes de la Armadura de los Caídos para enmendar su vida pasada. También le explicó que los Shaded estaban liderados por Monger, que había reanudado el trabajo del Culto. Yendo a la Tesorería de Cronos, la/el Misthios recuperó los guanteletes de las Sombras, pero, para reclamar las piezas restantes, Kassandra/Alexios persiguió a los Caídos que las tenían, todos los cuales fueron sus objetivos anteriores y miembros del Culto de Kosmos: el Envenenador, Epiktetos, Deianeira y el Pez Espada. Con el conjunto completo, Kassandra/Alexios pudo entrar en el Templo Perdido de Nyx, donde una vez más mató a Monger, enviándolo a las profundidades del Tártaro. En busca de héroes que actuaran como los nuevos guardianes de las puertas del inframundo, Kassandra/Alexios encontró y derrotó a Perseo, Heracles, Agamenón y Aquiles, quienes aceptaron sus nuevos roles, también encontró una serie de Perspectivas del Guardián repartidas por todo el reino, ampliando su vínculo con la Vara de Hermes. Durante este tiempo, Kassandra/Alexios ayudó a Caronte a ayudar a las almas perdidas del inframundo. Como un soldado ateniense había muerto antes de que pudiera luchar contra los espartanos, por lo que la/el Misthios se batió en duelo con él para permitirle entrar en el Elíseo. Más tarde, trató de curar a una mujer que había muerto a causa de la peste de Atenas y no había recibido la extremaunción adecuada. Durante esta búsqueda, también se cruzó con el olímpico Testikles, quien una vez más encontró un final prematuro. Kassandra/Alexios también ayudó a una familia que había perecido durante la guerra a encontrar un nuevo hogar mientras los protegía de los Sabuesos de Hades (criaturas descendientes de Cerbero), y finalmente, buscó a un ladrón que había robado las monedas de los muertos, impidiéndoles cruzar la Estigia. Más tarde, al encontrar una carta de una niña que buscaba a sus padres en el inframundo, Kassandra/Alexios siguió las huellas y descubrió que era su amiga Phoibe, que estaba amnésica después de que alguien la obligara a beber el agua del Leteo. Para recuperar sus recuerdos, Kassandra/Alexios recuperó Chara, la escultura del águila de Phoibe. Recordando que había muerto a manos del Culto en Atenas, la joven explicó que originalmente había sido enviada al Elíseo, pero fue al Inframundo para encontrar a sus padres, por lo que Kassandra/Alexios decidió ayudar a su amiga en su búsqueda. Yendo a la Rueda de Ixión, Kassandra/Alexios salvó a una mujer atacada por los guardias. La mujer explicó que eran soldados del Cíclope de Cefalonia buscando a Phoibe y su familia, y reveló que los padres de Phoibe habían ido al Elíseo a buscarla, Phoibe recordó entonces que fue el Cíclope quien la obligó a beber el agua del Leteo. Cuando Phoibe fue a buscar a los Keres para ayudar a la mujer pero no regresó, Kassandra/Alexios fue en su búsqueda hasta que recibió una emboscada por los hombres de los Cíclopes, a quienes derrotó. Al descubrir que el Cíclope habían capturado a Phoibe, Kassandra/Alexios se encontró con Caronte, quien le transportó a la ubicación de los Cíclopes: una recreación de Cefalonia, específicamente, la casa de Kassandra/Alexios, en la isla. Después de matar una vez más al Cíclope, Kassandra/Alexios se despidió de Phoibe por última vez cuando su amiga fue al Elíseo para reunirse con su familia. Mientras pasaba por el Campo de Batalla Eterno, Kassandra/Alexios vio al difunto Brásidas entre los soldados luchar allí y decidió ayudar a su amigo, sin embargo, después de la batalla, recibió un ataque por parte de Brásidas hasta que este último recordó que eran aliados en la Hélade. Cuando Kassandra/Alexios le preguntó por qué no estaba en el Elíseo, Brásidas le explicó que Hades quería que luchara contra su mayor rival. Creyendo que dicho ´rival´ era Deimos, Kassandra/Alexios decidió ayudar a Brásidas en su búsqueda, recuperando su escudo, luego acompañó a su amigo cuando se enfrentó a su mayor enemigo: un doble de sí mismo, simbolizando su arrogancia. Después de derrotarlo, Hades apareció y explicó que Brasidias tenía que enfrentarse a lo que lo había derrotado, dirigiéndolo a él y a Kassandra/Alexios al Bosque de Oizys. Allí, los dos conocieron el alma de Lilaira, quien les encargó que le devolvieran su amor a cambio de su conocimiento. Yendo a la Cuna del Inframundo, Kassandra/Alexios recuperó una urna de bebé que contenía las cenizas del hijo de Lilaira. Al regresar a Lilaira, reveló que su aldea había sido atacada por los espartanos liderados por Brasidias, quienes mataron a su esposo. Mientras intentaba protegerlo, fue empujada por Brásidas, lo que resultó en un aborto espontáneo. Después de sus pérdidas, Lilaira se suicidó. Ahora consciente de la verdad, la/el Misthios tuvo que decidir si Brásidas era digno del Eliseo. Después de cumplir con todas sus tareas, Kassandra/Alexios fue a reunirse con Hades para aprender lo que sabía sobre la Vara. Sin embargo, Hades le recordó a la/el Misthios, que había prometido ayudarla a cumplir su destino, que afirmaba era convertirse en el guardián de la quinta y última puerta del Inframundo, la cual estaba oculta. Kassandra/Alexios se negó y luchó contra Hades, lo que resultó en la derrota del rey del Inframundo. Mientras Kassandra/Alexios se preparaba para acabar con su oponente, Poseidón, el hermano de Hades, apareció a través de un portal y conjuró una fuerza repulsiva entre los dos luchadores. Luego invitó a la/el Misthios a ir a su hogar, una propuesta que la/el Misthios aceptó. Cuando las grietas del Tártaro comenzaron a aparecer, Kassandra/Alexios siguió a Poseidón a través del portal mientras Hades estaba atrapado en una grieta.
"El Juicio de La Atlántida", Kassandra/Alexios llega junto con Poseidón al gran reino de la Atlántida, el reino de Poseidón donde los Isu y los humanos vivían juntos. Poseidón procedió a explicar que cada 7 años la ciudad comenzaba un nuevo ciclo si se juzgaba que era imperfecta, y que eligió a Kassandra/Alexios para hacer cumplir los juicios en la Atlántida para prolongar el ciclo, por lo que le otorgó el título de ´Dikastes´; Gran Adjudicador de la Atlántida que llevaba a cabo y hacía cumplir el juicio dentro del reino. Poseidón también informó a Kassandra/Alexios sobre las Percepciones del Guardián en la ciudad, lo que podría aumentar su vínculo con la Vara de Hermes, pero también desbloqueó el sexto sentido de los Isu: el conocimiento. Mientras aprendía sobre los deberes de un Dikastes, Poseidón le dijo a Kassandra/Alexios, sobre su única regla absoluta: que los experimentos con humanos estaban prohibidos en la Atlántida. Mientras exploraba la Atlántida, Kassandra conoció a Atlas, el hijo mayor de Poseidón y Arconte de la Atlántida. Le encargó que ayudara a tres de sus hermanos que tenían problemas con la población humana bajo su control. El primer hermano que conoció Kassandra/Alexios fue Gadiro, quien trató de entretener a los humanos a través de juegos de combate para mantenerlos tranquilos. Kassandra/Alexios participó en los juegos, luchando contra soldados y el Campeón de la Atlántida en una arena. Sin embargo, los juegos dieron un giro espantoso cuando Gadiro ordenó a Kassandra/Alexios que matara a civiles desarmados para complacer a la multitud. Más tarde, Kassandra/Alexios conoció a Ampheres, quien luchó en una rebelión humana en su distrito. La/el Dikastes tuvo que decidir si debía asesinar a los líderes humanos o quemar sus suministros para poner fin a la rebelión. Más tarde, Kassandra/Alexios conoció a Ampheres, quien luchó en una rebelión humana en su distrito. La/el Dikastes tuvo que decidir si debía asesinar a los líderes humanos o quemar sus suministros para poner fin a la rebelión. Finalmente, Kassandra/Alexios visitó a Azaes, que estaba tratando de curar a los humanos de una plaga. A petición suya, Kassandra/Alexios recuperó una réplica experimental de un Sudario del Edén para curarlos, pero cuando Azaes lo usó en un hombre, explotó rápidamente. Después de ayudar a los tres Arcontes, Kassandra/Alexios regresó con Atlas, solo para descubrir que los Isu habían capturado a sus hermanos y deseaban ejecutarlos por sus errores en el gobierno de los humanos. Kassandra/Alexios trató de convencerlo de que los perdonara. Después del juicio, Kassandra/Alexios recibió un fragmento clave de Atlas. Durante su tiempo en la Atlántida, Kassandra resolvió la disputa entre los Isu; Neokles y Melitta sobre el Jardín de Tritón, cuando la humana Lyra fue acusada de asesinato, Kassandra/Alexios investigó el caso y descubrió que Lyra se transformó inadvertidamente en un lobo. Kassandra/Alexios también conoció a Elpis, la amante humano de Atlas, y la ayudó a robar un material llamado ´adamant´ como parte del plan de Elpis para transformarse en una Isu para facilitar la relación entre Isu y los humanos, pero, en última instancia, esto resultó en la muerte de uno de los amantes. Explorando la Atlántida, Kassandra/Alexios encontró su armadura de Dikastes que había sido robada por los polemarcas atlantes, también encontró las Percepciones del Guardián en la Atlántida y el códice Isu, aumentando su conocimiento y el poder de la Vara de Hermes. Además, al encontrar lingotes inflexibles, Kassandra/Alexios descubrió la Forja de la Atlántida y con el metal, logró crear armas más fuertes y poderosas. Con un gran agotamiento por sus deberes como Dikastes, Kassandra/Alexios decidió descansar cuando se le acercó un niño humano llamado Alkon, que buscaba a sus padres, por lo que Kassandra/Alexios decidió investigar, interrogando al capitán del Puerto Isu y enterándose de que los Isu Xarios se habían llevado a la madre de Alkon por algo llamado "Proyecto Olympos", después, en la Latomia de la Atlántida, Kassandra/Alexios interrogó al capataz Isu, quien le dijo que el padre de Alkon había sido llevado a la cámara de experimentos en el Jardín de Kymopoleia, luego informó a Alkon de su progreso antes de enfrentarse a Xarios y después de matarlo, adquirió un fragmento de llave. Combinando este fragmento con el fragmento clave de Atlas, Kassandra/Alexios pudo entrar en la cámara experimental, y una vez allí, encontró tubos de ensayo que contenían réplicas de las criaturas míticas que enfrentó en la Hélade: el Cíclope, el Minotauro, la Esfinge y la Medusa entre otras criaturas deformes. Cuando escuchó la voz de Aita, la científica Isu que lideraba el Proyecto Olympos, hablándole, la/el Dikastes se sorprendió al encontrar a los padres de Alkon y otros humanos encarcelados, lo que confirmó sus temores: todas las criaturas eran de hecho humanos mutados. Cuando Aita se reveló, Kassandra/alexios le recordó la ley de Poseidón que prohibía la experimentación con humanos y arrojó su lanza a los Isu con ira, pero descubrió que era solo un holograma. Aita entonces la dejó con la opción de liberar a los prisioneros o ver su mayor logro a costa de las vidas de los humanos, después de hacer su elección, Kassandra/Alexios regresó a Poseidón para informarle de su descubrimiento, sin embargo, su conversación fue interrumpida por Aita y su esposa Juno, quienes explicaron que habían creado las bestias híbridas para ayudar en una futura guerra contra la humanidad, ya que Poseidón estaba más preocupado por la Gran Catástrofe. La pareja declaró entonces que habían considerado usar a Kassandra/Alexios como plantilla para sus híbridos, pero al verla demasiado humana, crearon al Hecatónquiro y lo liberaron para suprimir cualquier rebelión futura. Mientras Poseidón sujetaba a Juno y Aita, Kassandra/Alexios fue a enfrentarse al Hecatónquiro y lo mató, recuperando el artefacto que lo había transformado, pero incluso con Juno y Aita encarcelados, la/el Dikastes sintió que la humanidad no estaba segura en la Atlántida, Poseidón estuvo de acuerdo con su juicio y explicó que podría terminar el ciclo de la Atlántida para siempre utilizando la Vara y los artefactos que había tomado de Cerbero y el Hecatónquiro, cuando Kassandra/Alexios y Poseidón combinaron las Piezas del Edén, el agua comenzó a inundar la ciudad. Mientras los ciudadanos comenzaban a huir, Poseidón decidió quedarse y morir junto a su familia, ya que no habían logrado llenar el vacío entre Isu y los humanos. El rey atlante luego se despidió de Kassandra/Alexios, asegurándole que era la mejor persona para mantener la Vara de Hermes.
Kassandra/Alexios despierta en el mundo real y entonces Aletheia le confiesa que las memorias que experimento eran simulacros, pero no eran irreales, sino eran memorias de la propia Aletheia durante el tiempo que ejerció como Dikastes, y de cómo había fallado miserablemente para alterar su destino, argumentando a Kassandra/Alexios, el verdadero obejtivo de custodiar la Vara de Hermes; el cual no es controlar el mundo, sino protegerlo. En el presente, Layla experimenta todas estas pruebas como la/el Misthios por orden de la Isu Aletheia, para poder convertirse en la Guardiana de la Vara. Después de la rebelión en el Eliseo, es sacada por la fuerza del Animus por su médica Victoria, quien teme lo que le este haciendo a ella. Cuando las dos discuten, un equipo de asalto de Abstergo llega, y Layla mata a todos excepto a uno, dejándole vivir para informar a su jefe Otso Berg que ha perdido. Después de ayudar a Hades, Layla es una vez más forzada a salir afuera del Animus por Victoria, quien tomo la Vara de Layla para evitar que esta corrompa su mente, sin embargo, Layla forcejea por la Vara y accidentalmente mata a Victoria, enfadando a Aletheia, quien teme haber escogido mal. Layla es capaz de convencerle para darle otra oportunidad. Después de la destrucción Atlántida, Layla es advertida de que se acerca un intruso, quien es el mismo Otso Berg el famoso cazador de Asesinos, quien quiere el poder de la Vara para la Orden Templaría al objetivo de asegurar la sobrevivencia en el futuro, pero Layla lo rechaza, luchan y logra derrotarlo, dejando malherido a Otso Berg diciéndole que los Templarios han sido derrotados. Finalmente, Layla restaura la comunicación con la Altair II e informa a su compañera, Alannah Ryan, sobre los últimos acontecimientos, para después, volver al animus.

## Epílogo
Kassandra/Alexios, en un estado de desgaste y agotamiento, como consecuencia de la gran cantidad de aventuras y combates llevados a cabo por toda la Hélade, y recientemente agregado su deber protegiendo la Vara de Hermes, hacen que la/el Misthios, decida darse un tiempo libre para recuperarse, por lo que regresa a Cefalonia, pero, en la isla, se encuentra con una mujer, que anuncia un viaje de "vacaciones", un concepto nuevo y desconocido para la/el Misthios, por lo que, deseando algo de descanso por lo mínimo unos días, acepta y se pone rumbo a la isla de Corfú. Kassandra/Alexios, logra tener algo de descanso, pero, su tiempo libre, se prolonga por mucho más de lo planeado, tiempo en el cual, la/el Misthios, pasa los días nadando, consumiendo fruta, bebiendo vino y descansando, alejándose completamente de los combates. Sin embargo, 6 meses después, Barnabás y Heródoto llegan a Corfú, después de meses buscando a Kassandra/Alexios, a quien encuentran durante un momento de relajación. Una vez que localizan a la/el Misthios, Barnabás y Heródoto, preocupados por su nuevo estilo de vida sedentario, le informaron sobre un antiguo tesoro escondido en la isla con la esperanza de volver a despertar su espíritu de aventura, Kassandra/Alexios accedió a regañadientes a buscar el tesoro para complacer a Bernabás y Heródoto. Siguiendo la primera pista dada por sus amigos, la/el Misthios localizó la siguiente. Como la pista contenía referencias a sus aventuras, Kassandra/Alexios comprendió que sus amigos habían organizado la búsqueda del tesoro, pero aun así, decidió continuar, siguiendo la pista de la playa, un grupo de piratas se acercaron a la/el Misthios, pero, creyendo que eran actores contratados por Bernabás y Heródoto, la/el Misthios luchó contra ellos sin la seriedad y ni la concentración necesaria, por lo que uno de ellos ataca por sorpresa, dejando incosciente a la/el Misthios, al despertar en una celda sin su equipo, Kassandra/Alexios recibió un interrogatorio por un pirata que buscaba un tesoro. Al darse cuenta de que no era actor, la/el Misthios llegó a la conclusión de que había un verdadero tesoro escondido en Corfu y decidió encontrarlo antes que los piratas, después de escapar de la celda, recuperó su equipo junto con un documento escrito en dórico.
Al encontrarse con sus amigos, admitieron que habían organizado la búsqueda del tesoro antes de que Kassandra/Alexios les contara sobre su encuentro con los piratas. Mientras Heródoto leía el documento que ella había robado, descubrió que una llave estaba escondida en un templo hundido en la costa de la isla. Kassandra/Alexios fue a recuperar la llave mientras sus amigos viajaban a Córcira para encontrarse con un colega de Heródoto, ya que era un profesor que sabía leer dórico. Después de recuperar la llave, la/el Misthios fue a la casa del profesor en Córcira, pero no encontró señales del profesor ni de sus amigos. Al encontrar pruebas de que habían sido secuestrados por piratas, Kassandra/Alexios fue a su almacén. Aunque tampoco encontró a sus amigos allí, se enteró de que los piratas estaban almacenando canicas y decidió investigar una cantera cercana. Allí, descubrió el cadáver del profesor y una nota del capitán de los piratas exigiendo la llave que había recuperado a cambio de la vida de Heródoto. En el punto de encuentro en unas ruinas antiguas, Kassandra/Alexios se enfrentó al capitán pirata que le explicó que estaba buscando un tesoro escondido en Corfú por un cazador de tesoros hace siglos. Después de darle la llave al capitán y asegurarse de que Heródoto estaba a salvo, ambos fueron traicionados por el capitán, quien ordenó a sus hombres que mataran a la/el Misthios y a Heródoto. Al derrotarlos, Kassandra/Alexios siguió al capitán mientras recuperaba el tesoro: un orbe dorado Isu. Enfurecido después de tocar el artefacto, el capitán mató a sus hombres y usó sus poderes contra Kassandra/Alexios, aunque la/el Misthios finalmente prevalecio y lo mata. Cuando se acercó al orbe, este interactuó con su lanza, lo que resultó en una explosión que envió el orbe volando hacia el lado norte de la isla y le quitó la potencia a la lanza de Leónidas. Al reunirse con Heródoto y Bernabás, Kassandra/Alexios les informó de la verdadera naturaleza del tesoro y del hecho de que había desactivado su lanza. Después de que sus amigos se van, Kassandra/Alexios recibió un llamado de Aletheia (Ya que su voz y su consciencia están impregnadas en la Vara de Hermes), quien le pidió que fuera a la Tumba de Phaiax, un complejo unbicado en Corfú, una vez allí la Isu habló con la/el Misthios, explicando que no podía reparar la Lanza de Leónidas antes de mostrarle un mapa holográfico de la Tierra, con varias ubicaciones resaltadas, Aletheia luego afirmó que, era el deber de Kassandra/Alexios recuperar los peligrosos artefactos Isu de esos lugares antes de que cayeran en las manos equivocadas, sin embargo, en un primer momento, la/el Misthios se niega a aceptar la misión, no queriendo abandonar su vida y a su gente en la Helade.
Kassandra/Alexios regresa con sus amigos, pero, solo se encuentra con Heródoto, ya que Barnabás, sintiéndose culpable, había ido a recuperar el artefacto, con la esperanza de usarlo para reparar la lanza de la/el Misthios. Temiendo por la vida de su amigo, Kassandra/Alexios va al lugar donde se estrelló el artefacto, pero no encontró señales de Barnabás ni del artefacto. Investigando la zona, encuentra a un grupo de piratas y libera a sus rehenes, quienes le informan que un hombre tuerto había destruido su granja. Al reconocer a su amigo, la/el Misthios, siguió su rastro hasta un templo. Barnabás rezó para ser curado después de las atrocidades que había cometido bajo la influencia del artefacto. Kassandra/Alexios trata de convencerlo de entregar el artefacto, pero Barnabás, totalmente corrompido, por el artefacto, se niega, dejando a la/el Misthios, sin más opción, que luchar contra su amigo. Después de derrotar a Bernabás, lo separa a la fuerza del artefacto, dejando su brazo derecho quemado. Una vez que Barnabás, vuelve a la normalidad, Kassandra/Alexios lo reprende por sus acciones y le dice su mayor secreto; revela su inmortalidad (gracias a la Vara de Hermes). Mientras expresa su temor de haberlo perdido para siempre, Barnabás le dice que lo que más importa es aprovechar al máximo el presente. Al salir del templo, Kassandra/Alexios, nuevamente escucha la voz de Aletheia, quien le dice que había cumplido con su deber, al salvar a su amigo del artefacto y que su tarea llevaría a la/el Misthios a muchos lugares, pero que finalmente traería paz, argumentando que, su deber a través de la Vara de Hermes, no es controlar el mundo, sino protegerlo. Al regresar a su casa de vacaciones, Kassandra/Alexios pasa un rato bebiendo con Heródoto y Barnabás. Después de que Barnabás accidentalmente dejara escapar que Kassandra/Alexios es inmortal, la/el Misthios hace un gesto para que se detuviera mientras Heródoto malinterpretaba sus palabras como si significaran que los misthios vivirían a través de las historias de sus triunfos. Después, Kassandra/Alexios decidió informar a sus amigos que tenía que salir de la Hélade para una tarea no especificada, e invitó a Barnabás, una propuesta que él aceptó gustosamente. Cuando Kassandra/Alexios se despidió de Heródoto, él le regala un pergamino de sus historias y promete escribir sobre la/el Misthios. A su vez, Kassandra/Alexios le regala la Lanza de Leónidas como recuerdo. Cuando Heródoto le preguntó a dónde viajarían primero, la/el Misthios responde que Egipto siempre le había fascinado mientras todos miraban al horizonte. Tiempo después, la/el Misthios, visita Alejandría, la nueva capital de Egipto, la cual estaba bajo el mandato de Alejandro Magno. Al entrar a una biblioteca, colocó en las estanterías el manuscrito que Heródoto le había regalado antes de partir de Grecia, entre otras obras, preservando sus historias entre los habitantes de la ciudad. Alrededor de ese tiempo, también se fabricó una ´espada oculta´ como la que su suegro, Darío había empuñado una vez, aunque optó por usarla debajo de su muñeca.
Kassandra/Alexios, portando la Vara de Hermes, viviría durante siglos y sería testigo del ascenso y caída de muchos grandes líderes y civilizaciones. Se dedicó a rastrear varios artefactos Isu en todo el mundo, como Aletheia, le había encomendado. Después de que Barnabás, Ícaro y todos sus conocidos finalmente murieran por causas naturales, la/el Misthios, permaneció en soledad para continuar su misión; en cada zona que visitaba, no permanecía mucho tiempo para evitar llamar la atención o establecer vínculos, permaneciendo bajo ese modus operandi aunque hacia algunas excepciones: A finales del siglo III a. C., se encontró con un ´youxia´ chino llamado Wei Yu, que había llegado al Mediterráneo en busca de información sobre las misteriosas circunstancias de su discípulo. Wei Yu ayudó a Kassandra/Alexios a recuperar una tablilla de piedra de un general romano durante una batalla entre la República Romana y los cartagineses liderados por Aníbal en las Islas Jónicas. Después de que Wei Yu matara al general y adquiriera la tableta, le proporcionó al youxia una serie de pergaminos que creía que podrían ayudar a Wei Yu a comprender la condición de su discípulo, además de una daga como regalo para este último. En algún momento entre el siglo I d. C. y el siglo VII d. C., se familiarizó con los "Ocultos", un grupo cofundado por su descendiente Aya/Amunet para salvaguardar la paz y la libertad de la humanidad y luchar contra la creciente influencia de la Orden de los Antiguos. Compartiendo sus objetivos, ganaría varios aliados entre los Ocultos. Alrededor del año 887, viajó a la Isla de Skye en Inglaterra. para recuperar una Manzana del Edén. Cuando llegó a la isla, el artefacto se activó debido a la alta concentración de ADN Isu, atormentando a la población local con pesadillas y creando una profunda niebla sobre la isla. Mientras buscaba pistas alrededor de una iglesia, encontró a un grupo de aldeanos muertos que se habían matado entre sí después de ser enloquecidos por los poderes del artefacto. Durante su investigación, se enfrentó al ´jarlskona´ Eivor Varinsdottir que por solicitud de Edyt, una vidente residente de la isla, había llegado a investigar las pesadillas. Mientras ambos se batían en duelo, cada uno vio que el otro tenía una espada oculta y entendió que estaban de alguna manera, alineados con los Ocultos. Al investigar la iglesia, destruyeron el letrero maldito, disipando la niebla en el área. Después de salir de la iglesia a través de una cueva, fueron atacados por aldeanos locos, después de derrotarlos, decidió echar otro vistazo alrededor de la iglesia para familiarizarse con el área, después de varias búsquedas y emboscadas por parte de aldeanos, en diversos sectores de la isla, el artefacto Isu, fue localizado y desactivado, poniendo fin a las pesadillas en Skye, para finalizar con una celebración en una fiesta vikinga, la cual aceptó y agradeció, diciéndole al ´jarlskona´ que había necesitado socializar, nuevamente, para después marcharse en silencio, continuando su búsqueda de los artefactos Isu. En el año 1725, mientras estaba bajo la influencia de un Pedazo de Edén con forma de amuleto en forma de media luna, el asesino Edward Kenway experimentó varias visiones del pasado y el futuro. Una de estas visiones mostraba a Kassandra/Alexios con su atuendo espartano.
Habiéndose desvanecido en la oscuridad a lo largo de los siglos, la identidad de Kassandra/Alexios fue redescubierta en el año 2018, a través de los libros de Heródoto, por Layla Hassan, miembro de la Hermandad de los Asesinos (sucesores de los Ocultos). Al hacerlo, Layla esperaba localizar la Atlántida y recuperar la Vara de Hermes, ya que creía que estaba escondida en la ciudad hundida. Cuando Layla viajó a la Puerta de la Ciudad Perdida, Kassandra/Alexios apareció ante ella, portando la Vara, con la disposición de otorgársela, ya que Layla era la "Heredera del Recuerdo" de la que Aletheia le había hablado siglos atrás. Después de decirle a Layla, que ahora era su deber restaurar el equilibrio entre el orden y el caos y advertirle que destruyera la Vara y todas los demás artefactos Isu una vez que completara su tarea, Kassandra/Alexios renunció al artefacto, momentos después, su edad finalmente le alcanzó y falleció en los brazos de Layla, su cuerpo se desintegró poco después, poniendo fin a su existencia de 2476 años.

## Lanzamiento
Antes de su aparición oficial en la E3 2018, Assassin's Creed Odyssey fue filtrada en mayo del 2018 después de que el sitio web francés Jeuxvideo recibió un llavero con el nombre Assassin's Creed Odyssey. Ubisoft anunció Assassin's Creed Odyssey y su aspecto en la Electronic Entertainment Expo 2018 poco después. En la víspera de la rueda de prensa de Ubisoft en el E3, capturas de pantalla del juego fueron filtradas por el sitio web Gematsu. El juego fue lanzado el 5 de octubre de 2018 para Microsoft Windows, PlayStation 4 y Xbox One. La versión de Nintendo Switch fue anunciada durante el Nintendo Direct japonés del 2018. El juego fue lanzado a través de la Nube de Nintendo Switch solamente en Japón.
El Season Pass del juego incluye dos DLC, historias extendidas a través de seis episodios así como las ediciones remasterizadas de Assassin's Creed III y Assassin's Creed Liberation. Un modo de creación de historia que permite a los jugadores crear y compartir las búsquedas hechas a medida fue lanzada en junio de 2019. Visita de descubrimiento: Grecia Antigua, un modo educativo que deja el jugador escoger entre viajar libremente vagando por el mundo de la Antigua Grecia para aprender más sobre su vida diaria e historia o a través de una vista guiada por historiadores, fue liberada a finales del 2019.
Varias ediciones especiales fueron lanzadas (Gold y Ultimate).

## Recepción
Assassin's Creed Odyssey recibió críticas "generalmente favorables" según Metacritic.
EGMNow dio al juego un 8.5/10, escribiendo "Assassin's Creed Odyssey vive como su nombre explícitamente. Porque logra plenamente invertir en el futuro de los RPG de acción, los personajes, combates, historia y alcance de Assassin's Creed Odyssey, han llegado más lejos que cualquier otro producto de la serie. Ambiciosamente se podría conseguir mucho más de este juego, como la división de los momentos históricos, o el sistema de niveles que se puede salir un poco de control, pero la experiencia global es, simplemente, épica."
IGN alabó "la construcción del mundo, entorno y su mecánica de juego comprometida" y lo calificó con 9.2/10, manifestando que el mundo abierto de Assassin's Creed Odyssey a través de Grecia antigua "es una gran emoción, y ha sido el mejor de toda la saga." GamesRadar+ Le dio 5 de 5 estrellas, alabando los personajes, el mundo abierto y la historia, diciendo que "perfecciona todo lo que se hizo en Assassin's Creed Origins y lo realza de una manera que nunca se pensó en un Assassin's Creed. Odyssey lo tiene todo."
Ben "Yahtzee" Croshaw de Zero Punctuation, sin embargo, lo calificó como el tercer juego más soso del 2018.

### Ventas
Dentro de su primera semana a la venta en Japón, la versión de PlayStation 4 Assassin's Creed Odyssey vendió 45,166 copias. En los EE. UU. la primera semana de ventas fue mejor que cualquiera otro título de la serie en la generación actual de consolas. Ubisoft dijo que las ventas digitales del juego fueron 45% del total de las ventas, el cual está por arriba de 10 puntos porcentuales por sobre el juego lanzado anteriormente, Assassin's Creed Origins.

## Reparto
- Melissanthi Mahut como Kassandra
  - Maria Syrgiannis como joven Kassandra
- Michael Antonakos como Alexios
  - Leonidas Castrounis como joven Alexios
- Elias Toufexis como Leonidas, Nikolaos
- Andreas Apergis como Barnabas
- Tyrone Savage como Alcibíades
- Damon Papadopoulos como Markos
- Adam Wilson como Hipócrates
- Tara Nicodemo como Victoria Bibeau
- Artin John como Leandro
- Elana Dunkelman como Alannah Ryan, Pitia, sirvienta helot
- Daniel Matmor como Sócrates
- Marvin Kaye como El Cíclope de Cefalonia
- Sean Browning como Diéneces
- Chantel Riley como Layla Hassan
- Harry Standjofski como Fidias, voces adicionales
- Marianthi Evans como Aspasia, Brice, voces adicionales
- Alkis Kritikos como Artajerjes, voces adicionales
- Anastasia Kokolakis como Calipatira, Astra, voces adicionales
- Cara Ricketts como Xenia, voces adicionales
- Katerina Taxia como Otonia, voces adicionales
- Yorgos Pirpassopoulos como Cleón, voces adicionales
- Angela Christofilou como Esfinge, voces adicionales
- George Nicholas K. como Sandro
- Chris Pavlo como Pericles, voces adicionales
- Dai Tabuchi como Kiyoshi Takakura
- Daphne Alexander como Antusa, voces adicionales
- Fanos Xenofós como Empédocles, Caronte, sacerdote, voces adicionales
- Alexandra Metaxa como Kira, voces adicionales
- Olivia Lebedeva-Alexopoulou como Febe, voces adicionales
- Anthony Skordi como Pitágoras
- Peter Polycarpou como Heródoto, voces adicionales
- Stewart Scudamore como Brásidas, Demóstenes, Sargón
- Vangelis Christodoulou como Taletas, voces adicionales
- Martha Tompoulidou como Crisis, voces adicionales
- Michael Benyaer como Darío
- Kate Drummond como Perséfone, voces adicionales
- Khalid Klein como Natakas
  - Lara Sawalha como Neema